# Chiến dịch Mùa Xuân 1975
Chiến dịch mùa Xuân năm 1975, hay Tổng tiến công và nổi dậy mùa Xuân 1975, giải phóng hoàn toàn miền Nam, là những cuộc tấn công quân sự cuối cùng của Quân Giải phóng trong Chiến tranh Việt Nam.
Chiến dịch bắt đầu từ ngày 4 tháng 3 và kết thúc ngày 30 tháng 4 năm 1975. Ngoài Trận Phước Long được coi là trận đánh trinh sát chiến lược, cuộc Tổng tấn công và nổi dậy mùa Xuân 1975 gồm ba chiến dịch lớn liên tiếp nhau:
1. Chiến dịch Tây Nguyên (4 - 24 tháng 3)
2. Chiến dịch Giải phóng Huế - Đà Nẵng (21 - 29 tháng 3)
3. Chiến dịch Hồ Chí Minh (26 - 30 tháng 4).
Đồng thời, cùng trong thời gian này còn có những chiến dịch nhỏ hơn diễn ra trên những địa bàn quân sự chiến lược như: Long Khánh - Xuân Lộc, Trường Sa và các đảo trên Biển Đông, các trận đánh trên các tuyến phòng thủ từ xa của Quân lực Việt Nam Cộng hòa như Tây Ninh - An Lộc - Dầu Tiếng, Phan Rang - Ninh Thuận...
Những chiến dịch trên được thực hiện sau khi Hoa Kỳ đã rút quân viễn chinh khỏi Việt Nam, chỉ còn duy trì viện trợ và lực lượng cố vấn. Cán cân lực lượng đã nghiêng sang phía lực lượng Quân Giải phóng miền Nam Việt Nam. Kết quả thắng lợi quân sự của Quân Giải phóng miền Nam Việt Nam trong chiến dịch này đã dẫn đến sự kiện 30 tháng 4 năm 1975, kết thúc Chiến tranh Việt Nam.

## Lực lượng các bên

### Các đơn vị chủ lực củaQuân Giải phóng miền Nam
- Quân đoàn 1 (Binh đoàn Quyết Thắng) tham gia giai đoạn cuối chiến dịch gồm: các sư đoàn bộ binh 312, 390, sư đoàn phòng không 367, lữ đoàn 202 tăng thiết giáp, trung đoàn pháo binh 45, Lữ đoàn công binh 299, trung đoàn thông tin.[12]
- Quân đoàn 2 (Binh đoàn Hương Giang) tham gia từ đầu chiến dịch gồm: các sư đoàn bộ binh 304, 325, 324, sư đoàn phòng không 673, lữ đoàn xe tăng 203, lữ đoàn pháo binh 164, trung đoàn đặc công 116, trung đoàn thông tin.[13]
- Quân đoàn 3 (Binh đoàn Tây Nguyên) tham gia từ đầu chiến dịch gồm: các sư đoàn bộ binh 2, 10, 316, 320A, trung đoàn xe tăng 273, các trung đoàn pháo binh 40 và 575, trung đoàn đặc công 198, các trung đoàn phòng không 232, 234 và 593, các trung đoàn công binh 7 và 576, trung đoàn thông tin.[14]
- Quân đoàn 4 (Binh đoàn Cửu Long) tham gia từ đầu chiến dịch gồm: các sư đoàn bộ binh 5, 7, 9, các trung đoàn pháo binh 24, trung đoàn đặc công 429, trung đoàn phòng không 71, trung đoàn công binh 25, trung đoàn thông tin, trung đoàn 26 tăng thiết giáp. Quân đoàn này trước khi đánh Xuân Lộc có tổng quân số 35.112 người, trong đó, quân số trực tiếp chiến đấu 29.034 người[15]
- Đoàn 232 tham gia giai đoạn cuối chiến dịch gồm: sư đoàn bộ binh Phước Long, 3 trung đoàn chủ lực khu VIII, 2 trung đoàn chủ lực khu IX.
- Các trung đoàn không quân vận tải 918 và 919.
- Các hải đoàn 124, 125, 126 Hải quân.

#### Các quân khu và Đoàn 559
- Sư đoàn 3 Sao Vàng (Khu V)
- Sư đoàn 341 (Quân khu IV)
- Sư đoàn 6 (quân khu VII)
- Sư đoàn 8 (quân khu VIII)
- Sư đoàn đặc công (chính ủy Lê Bá Ước)
- Trung đoàn bộ binh 271 (Quân khu IV)
- Trung đoàn bộ binh 46 (Quân khu III)
- Trung đoàn An ninh vũ trang thuộc Bộ tư lệnh Miền.
- Trung đoàn Gia Định
- 2 sư đoàn ô tô vận tải 471, 571
- 3 trung công binh 472, 473, 565
- 4 trung đoàn cao xạ
- 3 trung đoàn đường ống xăng dầu
- Lữ đoàn hải quân đánh bộ 171 (chiến đấu tại các đảo trên vịnh Thái Lan)
- Lữ đoàn Hải quân đánh bộ 126 (chiến đấu tại Trường Sa)
- Lữ đoàn hải quân vận tải 125 (chiến đấu tại Trường Sa)
- Đoàn 559 (Binh đoàn Trường Sơn) gồm:
  - Sư đoàn 968 (Đoàn 559)
  - Sư đoàn phòng không 377 (Đoàn 559)
  - Trung công binh 470.
  - 2 trung đoàn cao xạ độc lập.
  - 1 trung đoàn vệ binh
  - 1 trung đoàn đường ống xăng dầu
  - 2 trung đoàn thông tin liên lạc

#### Quá trình chuẩn bị cho chiến dịch
Theo một số hãng thông tấn phương Tây, Quân Giải phóng miền Nam Việt Nam tính đến ngày 30 tháng 4 năm 1975 (kể cả các sư đoàn phòng thủ miền Bắc, không tham gia chiến đấu trực tiếp) gồm 23 sư đoàn bộ binh và các lực lượng.
Trong 2 năm (1973-1974), tại miền Bắc đã có 242.023 thanh niên nhập ngũ. Đến đầu năm 1975, các lực lượng trên đường Trường Sơn đã mở được 5.560 km đường mới các loại (gần bằng nửa độ dài các con đường đã mở trong 8 năm trước), đưa chiều dài của hệ thống đường vận tải và hành quân dọc dãy Trường Sơn lên 16.790 km, trong đó có 6.810 km đường trục dọc, 4.980 km đường ngang và 5.000 km đường vòng tránh. Từ đầu năm 1973 đến 4/1975, đã vận chuyển trên 823.146 tấn hàng hoá các loại (gấp 1,6 lần khối lượng vận chuyển của 13 năm trước đó), trong đó giao cho các chiến trường 364.524 tấn (gấp 2,6 lần khối lượng vận chuyển của 13 năm trước đó). Trong hơn 2 năm (1973 đến 4/1975), quân Giải phóng đã tổ chức cho 411.161 lượt người (có 25.989 cán bộ dân chính đảng) hành quân vào miền Nam (riêng từ tháng 11/1974 đến 4/1975 đã đưa vào chiến trường hơn 232.000 người). Về trang bị, trong 2 năm 1973 - 1974 đã vận chuyển vào miền Nam 149 đoàn binh khí kỹ thuật với 269 khẩu pháo mặt đất, 974 pháo cao xạ, 457 xe tăng và xe bọc thép; đưa 219.380 thương bệnh binh ra miền Bắc điều trị Trong quá trình Tổng tiến công và nổi dậy, ngành Hậu cần đã vận chuyển nhiều quân đoàn, sư đoàn và lực lượng binh khí kỹ thuật, vận chuyển vào các chiến trường 46.892 tấn đạn và 93.540 tấn xăng dầu, tạo nên lượng dự trữ gần 260.000 tấn vật chất trên các chiến trường; cứu chữa cho 15.999 thương binh; thu trên 360.000 tấn chiến lợi phẩm
Theo tướng Võ Nguyên Giáp thì khi tuyển quân tham gia chiến dịch đã có những khó khăn gay gắt bởi số lính nhập ngũ đã chiếm quá nửa số nam thanh niên từ 18-25 tuổi còn lại trong cả nước. Dù đường Trường Sơn đã yên tĩnh hoàn toàn thì miền Bắc cũng không còn nhiều nhân lực để đưa vào nam nữa. Kế hoạch động viên năm 1975 lên đến 108.000 người (tăng 50% so với 1973 và 1974) tuy là cao nhưng rất cần thiết, và ngay trong 2 tháng đầu năm 1975 phải bổ sung nhanh chóng 57.000 người. Ông yêu cầu bất kỳ tình huống nào cũng phải đủ quân tham chiến ở miền Nam, nên dù có phải tuyển thêm ở độ tuổi 26-30 và kể cả khu vực học sinh, sinh viên và cán bộ, công nhân viên Nhà nước cũng phải làm.

#### Vũ khí và trang thiết bị quân sự
- Lực lượng xe tăng - thiết giáp của Quân Giải phóng huy động cho chiến dịch là 320 xe tăng, 250 xe bọc thép[20] gồm các loại xe tăng T-34, T-54, pháo tự hành ZSU-57-2, SU-100 của Liên Xô; xe tăng lội nước PT-76 của Ba Lan, các loại xe thiết giáp BTR-40/50/60/152 của Liên Xô, xe tăng chủ lực kiểu 59, xe tăng hạng nhẹ kiểu 63 của Trung Quốc. Ngoài ra còn có 679 xe ô tô các loại.[20]
- Pháo binh yểm hộ mặt đất là 88 khẩu pháo cỡ lớn, gồm các loại pháo nòng dài 130 mm, 122 mm và lựu pháo 105 mm; 1.561 pháo nhỏ (cỡ 76 mm và 85 mm), súng cối hoặc súng chống tăng không giật (ĐKZ)[20] gồm các loại: súng cối các cỡ nòng 60 mm, 81 mm, 120 mm; ĐKZ cỡ nòng 82 mm hoặc 73 mm; các dàn pháo phản lực H-12, BM-13 và BM-14
- Lực lượng phòng không được trang bị một vài hệ thống tên lửa SAM-2; 343 pháo phòng không các loại (gồm các cỡ 100 mm, 85 mm, 57 mm, và 37 mm). Các đơn vị bộ binh có súng máy phòng không các cỡ 14,5 mm và 12,7 mm, một số đơn vị có thêm tên lửa vác vai Strela 2 để chống máy bay tầm thấp.
- Không quân (tham gia giai đoạn cuối) được trang bị 6 máy bay A-37 chiếm được của Quân lực Việt Nam Cộng Hoà tại các sân bay Đà Nẵng và Thành Sơn.
- Hải quân có một số tàu phóng lôi, tàu tuần duyên cỡ nhỏ, tàu vận tải và xuồng chiến đấu.

Đây là chiến dịch mà quân Giải phóng huy động lực lượng, phương tiện và phương thức vận tải phục vụ chiến dịch với quy mô lớn nhất trong chiến tranh. Riêng vận tải tuyến chiến lược đã sử dụng 3.400 xe cơ giới, 32 tàu biển, 310 toa xe lửa. Ngoài ra đã sử dụng 2.000 phương tiện vận tải thủy của lực lượng Hải quân, 17.000 xe ôtô của các quân khu, quân chủng, binh chủng, quân đoàn và cơ quan nhà nước. Vận tải chiến dịch sử dụng gần 4.000 xe vận tải, 656 ghe, xuồng, canô và 300 xe bò, gần 2.000 xe đạp thồ, hơn 63.000 dân công

#### Sự ủng hộ của người dân miền Nam
Đến đầu năm 1975, số lượng dân quân tự vệ và du kích tại miền Nam đã đạt tới 296.984 người, trong đó có 83.953 người trực tiếp tham gia chiến đấu
Trước ngày Tổng tấn công và nổi dậy, phong trào đấu tranh chính trị của công nhân, học sinh, sinh viên, các tổ chức hòa bình đòi chấm dứt chiến tranh, đòi Thiệu từ chức… nổ ra ở tất cả các thành phố lớn, diễn ra dưới nhiều hình thức, kết hợp bí mật với công khai và bán công khai, hợp pháp và bán hợp pháp… đã tập hợp ngày càng nhiều quần chúng ủng hộ quân Giải phóng, đẩy chính quyền Sài Gòn vào thế lúng túng, hoang mang, bị động. Các hạt nhân chính trị ở vùng ven và nội đô các thành phố được tích cực xây dựng, với hàng chục vạn quần chúng có tổ chức sẵn sàng nổi dậy. Từ vùng rừng núi đến nông thôn đồng bằng và đô thị; trong nông dân, công nhân, tín đồ các tôn giáo, lực lượng trí thức, sinh viên, học sinh… đều thành lập cơ quan chỉ huy kháng chiến và nổi dậy, tổ chức học tập chính trị, phân công nhiệm vụ theo phương án kết hợp tổng tiến công và nổi dậy, như: biểu tình đấu tranh, trinh sát, dẫn đường, tiếp tế lương thực, thực phẩm, may cờ Cộng hòa miền Nam Việt Nam, làm công tác binh vận và xuống đường phối hợp với các mũi tiến công quân sự giải phóng địa bàn. Cùng với đẩy mạnh hoạt động của lực lượng vũ trang địa phương nhằm diệt những binh lính Việt Nam Cộng hòa còn cố chống cự, phá vòng vây, khống chế và phá rã phòng vệ dân sự, công tác binh vận cũng được tăng cường, nhằm tranh thủ lôi kéo binh lính, nhân viên, các phe phái trong nội bộ Việt Nam Cộng hòa, mở rộng mặt trận đoàn kết, cô lập những kẻ còn ngoan cố, góp phần đánh sập ý chí chiến đấu, sức phản kháng của Quân lực Việt Nam Cộng hòa, tạo thêm thế và lực cho Quân Giải phóng và người dân vùng khác tiến hành tổng công kích, hạn chế bớt đổ máu.
Trên chiến trường miền Nam, khắp các tỉnh, thành phố, nhân dân miền Nam đã bao bọc cho Quân Giải phóng; tổ chức đào hầm bí mật để bảo vệ cán bộ, cất giấu vũ khí, cùng Quân Giải phóng vận động lính Việt Nam Cộng hòa không đi càn. Đặc biệt, để huy động lực lượng đến mức cao nhất, hàng vạn cán bộ được điều động để tăng cường cho thành phố Sài Gòn - Gia Định và các địa bàn ven đô.
Riêng ở Quân khu 9, trong nửa đầu tháng 4-1975 đã có hơn 9.000 thanh niên gia nhập quân Giải phóng, đưa tổng số tiểu đoàn quân chủ lực của quân khu từ 14 lên 23 tiểu đoàn. Quân khu 8 tuyển hơn 5.000 thanh niên, thành lập thêm 7 tiểu đoàn chủ lực. Nhiều tỉnh phát triển từ 3 lên 6 tiểu đoàn. Lực lượng khởi nghĩa được tổ chức thành đại đội, tiểu đoàn với số lượng hơn 10.000 nam, nữ thanh niên xung phong… Cuối chiến dịch, ở một số địa bàn mà đơn vị hành chính cũ đã đầu hàng, thanh niên địa phương đã bắt liên lạc gia nhập Quân Giải phóng. Chính sự đồng lòng, ủng hộ của nhân dân là động lực mạnh mẽ để quân Giải phóng quyết tâm mở cuộc Tổng tiến công và nổi dậy mùa Xuân 1975.
Nhân dân địa phương đã vác những bó cây và dỡ nhà mình ra lót đường cho xe tăng và pháo của Quân Giải phóng vượt qua. Nhân dân đã dẫn đường cho các mũi đột kích của Quân Giải phóng đánh chiếm nhiều mục tiêu khác nhau trên chiến trường miền Nam. Trong ngày 30 tháng 4 năm 1975, những nơi chưa có bộ đội tiếp quản thì nhân dân, chủ yếu là công nhân, sinh viên, học sinh tiếp quản tạm thời. Chiến thắng trong Tổng tấn công và nổi dậy có phần đóng góp to lớn của nhân dân hai miền Nam-Bắc.

#### Bố trí binh lực củaQuân Giải phóng miền Nam

##### Tại Miền Nam
Ngoài 5 đơn vị cấp quân đoàn lần lượt được thành lập từ năm 1974 đến trước chiến dịch Hồ Chí Minh có vai trò tác chiến chủ đạo tại các mặt trận chính, các đơn vị quân địa phương thuộc các mặt trận và các khu ở miền Nam được bố trí như sau:
 Quảng Trị - Thừa Thiên Huế (B5)
Ngoài Quân đoàn 2 (Binh đoàn Hương Giang) bố trí tại đây, trên địa bàn còn có các đơn vị sau:
- Trung đoàn bộ binh 4
- Trung đoàn bộ binh 6
- Trung đoàn đặc công 126
- Trung đoàn pháo binh 16

 Tây Nguyên (B3) 
Ngoài Quân đoàn 3 (Binh đoàn Tây Nguyên), trên địa bàn còn có các đơn vị sau đây:
- Trung đoàn bộ binh 25
- Trung đoàn bộ binh 28
- Trung đoàn bộ binh 95D

 Ven biển miền Trung (Khu 5)
- Sư đoàn bộ binh 2 (chủ lực khu)
- Trung đoàn bộ binh 93 (chủ lực khu)
- Trung đoàn bộ binh 94 (chủ lực khu)
- Trung đoàn bộ binh 96 (chủ lực khu)
- Trung đoàn bộ binh 271 (Quân khu IV tăng cường)
- Trung đoàn bộ binh 46 (Quân khu III tăng cường)
- Trung đoàn pháo binh 572
- Trung đoàn pháo binh 576
- Trung đoàn tăng-thiết giáp 574
- Trung đoàn phòng không 573
- Trung đoàn công binh 83

 Đông Nam Bộ (B2) 

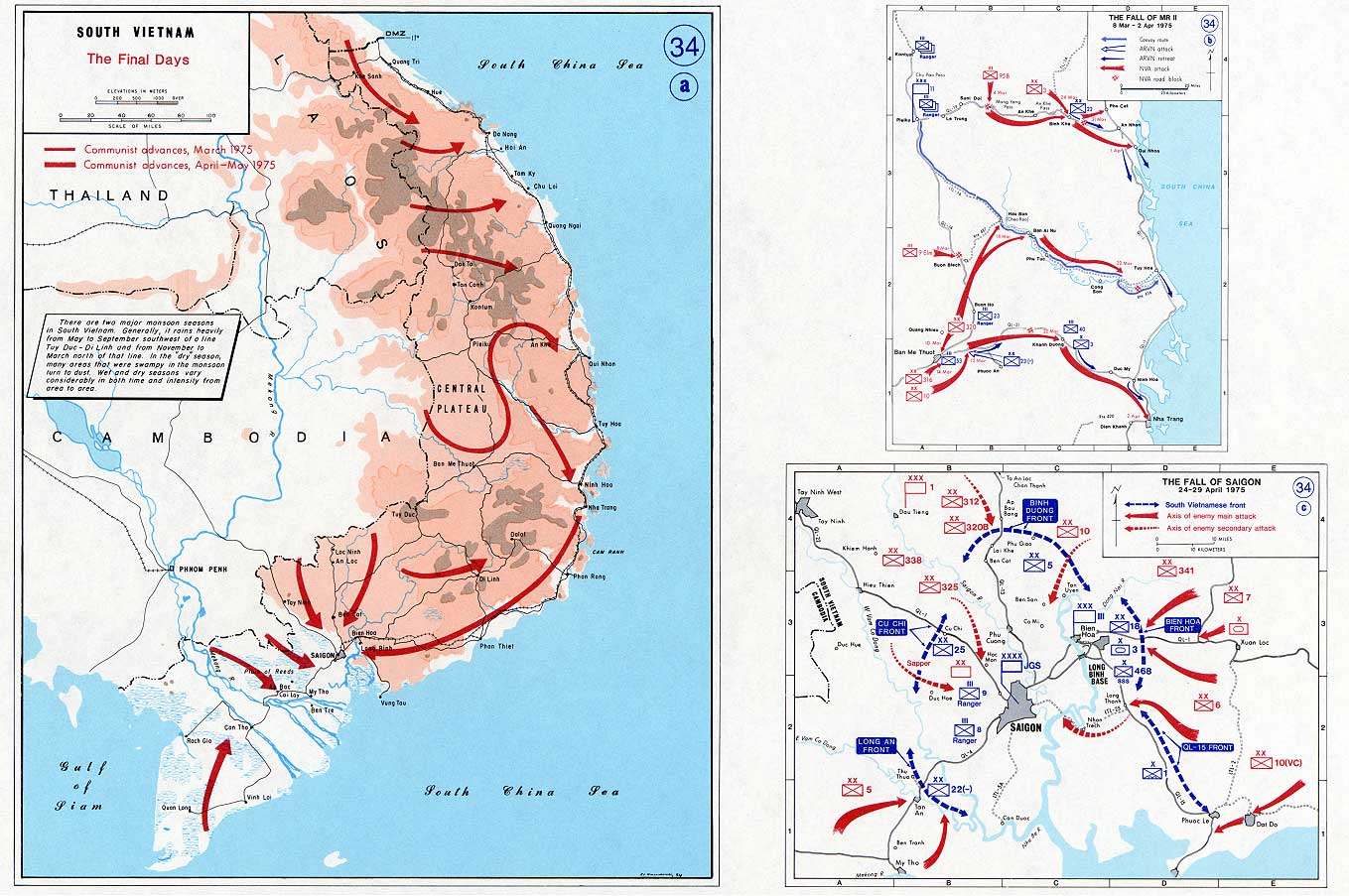
Bản đồ miêu tả Chiến dịch Mùa Xuân 1975 của Hoa Kỳ

Ngoài các đơn vị của Quân đoàn 4 (Binh đoàn Cửu Long), trên địa bàn còn có
- Khối chủ lực miền:
  - Sư đoàn bộ binh Phước Long (thành lập tháng 2 năm 1975 từ các đơn vị thuộc C30B)
  - Sư đoàn đặc công 2
  - Lữ đoàn đặc công 316
- Khối chủ lực khu 6:
  - Trung đoàn bộ binh 812
  - Tiểu đoàn pháo binh 130
  - Tiểu đoàn đặc công 200C
- Khối chủ lực khu 7:
  - Sư đoàn bộ binh 6
  - Trung đoàn bộ binh 16
  - Trung đoàn bộ binh 271B

 Đồng Bằng Tây Nam Bộ (Khu 8 và Khu 9) 
Ngoài các đơn vị của Đoàn 235, trên địa bàn còn có:
- Sư đoàn bộ binh 8 (chủ lực Khu 8)
- Sư đoàn bộ binh 4 (chủ lực Khu 9)
- Trung đoàn bộ binh 88 (chủ lực Khu 8)
- Trung đoàn bộ binh 1 (Đoàn Đồng Tháp, chủ lực Khu 8)
- Trung đoàn bộ binh 2 (Đoàn U Minh, chủ lực Khu 9)
- Trung đoàn bộ binh 3 (chủ lực Khu 9)
- Trung đoàn đặc công 8 (thuộc Khu 8)
- Trung đoàn pháo binh 6 (thuộc Khu 9)

Khu vực Sài Gòn - Gia Định (T-4)
- Trung đoàn bộ binh 1 (Đoàn Gia Định 1)
- Trung đoàn bộ binh 2 (Đoàn Gia Định 2)

 Tuyến vận tải Trường Sơn 
- Sư đoàn 968 (Đoàn 559)
- Sư đoàn phòng không 377 (Đoàn 559)
- Các Sư đoàn công binh 472, 473, 565
- 4 trung đoàn cao xạ
- 2 sư đoàn ô tô vận tải.
- 3 trung đoàn đường ống xăng dầu

##### Tại Miền Bắc
Lực lượng dự bị chiến lược 
- Quân đoàn 1 (Binh đoàn Quyết Thắng) vào Nam tham gia giai đoạn cuối (Chiến dịch Hồ Chí Minh) gồm: các sư đoàn bộ binh 312, 320B, sư đoàn phòng không 367, lữ đoàn xe tăng 202, trung đoàn pháo binh 45, Lữ đoàn công binh 299, trung đoàn thông tin. Riêng Sư đoàn 308 không tham chiến mà ở lại bảo vệ miền Bắc, đề phòng Hoa Kỳ đổ quân tấn công[12]
- Sư đoàn bộ binh 338
- Sư đoàn bộ binh 350

 Lực lượng phòng không-không quân 
- Sư đoàn phòng không 361 (ở Hà Nội)
- Sư đoàn phòng không 363 (ở Hải Phòng)
- Sư đoàn phòng không 365 (ở Nghệ An, Hà Tĩnh)
- 4 trung đoàn không quân tiêm kích
- 3 trung đoàn và 1 tiểu đoàn radar cảnh giới không phận

 Lực lượng phòng thủ bờ biển 
- 2 trung đoàn pháo tầm xa bảo vệ bờ biển
- 4 hải đội tàu phóng lôi và tuần duyên.

### Hoa KỳvàQuân lực Việt Nam Cộng hòa

#### Binh lực[6][28]
Ở thời điểm năm 1975, Hoa Kỳ đã rút quân viễn chinh về nước. Tuy rút hết quân trên danh nghĩa, nhưng trong thực tế, Hoa Kỳ vẫn duy trì Văn phòng Tùy viên Quân sự Hoa Kỳ tại Việt Nam với hàng ngàn nhân viện quân sự tại miền Nam Việt Nam (dưới danh nghĩa "cố vấn") để tham gia chỉ huy tác chiến, vận chuyển vũ khí, điều phối các hoạt động quân sự và thu thập các thông tin tình báo.
Về Quân lực Việt Nam Cộng hòa:
- Tổng quân số: 1.351.000 quân, gồm 495.000 quân chủ lực, 475.000 quân địa phương, 381.000 quân "phòng vệ dân sự" có vũ trang.
- 13 sư đoàn bộ binh và binh chủng đặc biệt gồm: Sư đoàn 1, Sư đoàn 2, Sư đoàn 3, Sư đoàn 5, Sư đoàn 7, Sư đoàn 9, Sư đoàn 21, Sư đoàn 18, Sư đoàn 22, Sư đoàn 23, Sư đoàn 25, Sư đoàn Dù, Sư đoàn Thủy quân lục chiến.
- Liên đoàn 81 biệt kích dù.
- 18 liên đoàn biệt động quân.
- 65 tiểu đoàn pháo binh.
- 20 thiết đoàn, 3 lữ đoàn và 57 chi đội xe tăng thiết giáp.
- 6 sư đoàn không quân
- 5 hải đoàn và 4 giang đoàn.

#### Vũ khí và trang thiết bị quân sự
- Lục quân QLVNCH có 2.044 xe tăng và xe thiết giáp, trong đó có gồm 383 xe tăng (M48 Patton: 162 chiếc, M41: 221 chiếc); xe thiết giáp các loại như M-113, V-100, M42 Duster, M578... có 1.661 chiếc.[6][28] Theo thư viện chiến tranh Hoa Kỳ thống kê, QLVNCH vào đầu năm 1975 có 550 xe tăng (các loại M48A3 và M41A3), 1.381 xe thiết giáp M-113 (chưa kể các loại xe thiết giáp khác)[29]
- Pháo binh có 1.556 khẩu pháo cỡ lớn (các cỡ 175mm, 155 mm, 105 mm)[6][28] Theo thư viện chiến tranh Hoa Kỳ thống kê, QLVNCH vào đầu năm 1975 có 1.607 khẩu pháo cỡ lớn (các cỡ 175mm, 155 mm, 105 mm), 14.900 súng cối, 200 khẩu súng chống tăng không giật cỡ 90mm, 63.000 súng chống tăng M72 LAW, 47.000 súng phóng lựu M79[30]
- Không quân có 1.683 máy bay các loại gồm: 699 trực thăng UH-1; 61 trực thăng CH-47, 61 cường kích cánh quạt A-1; 202 cường kích phản lực A-37; 129 tiêm kích phản lực F-5; 30 máy bay vận tải C-130; 52 vận tải C-47; 62 máy bay trinh sát các loại RC-47, RC-119 và RF-5; 167 máy bay quan sát-liên lạc O-1, 31 máy bay quan sát-liên lạc O-2, 89 máy bay liên lạc U-1 và U17; 46 máy bay huấn luyện T-37 và T-41.[28]
- Phòng không Quân lực Việt Nam Cộng hoà có 167 khẩu cao xạ cỡ nòng 40 mm.[28]
- Hải quân có 579 tàu chiến, tàu chở quân, tàu vận tải, tàu vớt mìn, tàu phóng lôi... trên biển; 1016 tàu xuồng chiến đấu, vận tải, vớt mìn... trên sông.[28]

#### Bố trí binh lực của Quân lực Việt Nam Cộng hoà[31]

##### Quân khu I (Quân đoàn I)
Lực lượng mặt đất 
- Các sư đoàn bộ binh 1, 2, 3; mỗi sư đoàn được tăng phái 1 thiết đoàn kỵ binh (4, 7, 11) và 4 tiểu đoàn pháo.
- Các liên đoàn biệt động quân 11, 12, 14, 15.
- Các thiết đoàn kỵ binh trực thuộc quân đoàn 17, 18, 20.
- 3 tiểu đoàn pháo binh trực thuộc quân đoàn (trang bị pháo M-107 và pháo 155 mm)
- 3 tiểu đoàn phòng không trang bị pháo cao xạ 40 mm
- 4 tiểu đoàn biệt kích thám báo
- 8 liên đoàn bảo an gồm 50 tiểu đoàn.
- 4 đại đội cảnh sát dã chiến.
- 2 liên đoàn công binh 8 (xây dựng) và 10 (chiến đấu).

 Không quân 
- Sư đoàn không quân 1 gồm 5 phi đoàn chiến đấu, 6 phi đoàn trực thăng, 1 phi đoàn vận tải và 1 phi đoàn trinh sát; có căn cứ tại Đà Nẵng.

 Hải quân 
- Bộ chỉ huy vùng 1 hải quân có 6 duyên đoàn trực thuộc

##### Quân khu II (Quân đoàn 2)
Lực lượng mặt đất 
- Các sư đoàn bộ binh 22 và 23; ngoài 3 đến 4 trung đoàn bộ binh, mỗi sư đoàn còn có 1 thiết đoàn kỵ binh (3/22, 14/23) và 4 tiểu đoàn pháo binh.
- Các liên đoàn biệt động quân 21, 22, 23, 24, 26 (của quân khu), 4, 6 (của Bộ Tổng tham mưu tăng phái)
- Lữ đoàn kỵ binh thiết giáp số 2 gồm 3 thiết đoàn 8, 19, 21.
- 6 tiểu đoàn pháo binh trực thuộc quân đoàn.
- 2 tiểu đoàn pháo phòng không 40 mm.
- 4 liên đoàn bảo an.
- 2 tiểu đoàn và 4 đại đội cảnh sát quân cảnh
- 16 đại đội cảnh sát dã chiến.

 Không quân 
- Các sư đoàn không quân 2 (căn cứ tại Phù Cát, Pleiku) và 6 (căn cứ tại Nha trang, Phan Rang) gồm 9 phi đoàn chiến đấu, 6 phi đoàn trực thăng và 4 phi đoàn trinh sát, huấn luyện.

 Hải quân 
Bộ chỉ huy vùng 2 hải quân có 6 duyên đoàn và 1 hải đội duyên phòng.

##### Quân khu III (Quân đoàn III)
Lực lượng mặt đất
- Các sư đoàn bộ binh 5, 18 và 25; mỗi sư đoàn còn có 1 thiết đoàn kị binh (1, 5, 10) và 4 tiểu đoàn pháo binh.
- Các liên đoàn biệt động quân 31, 32 và 33.
- Lữ đoàn kỵ binh 3 gồm thiết đoàn xe tăng 22 và thiết đoàn kỵ binh 15.
- Chiến đoàn biệt kích thám báo số 1.
- 4 tiểu đoàn pháo binh trực thuộc quân đoàn.
- 1 tiểu đoàn cao xạ phòng không 40 mm.
- 5 liên đoàn bảo an
- 4 tiểu đoàn và 5 đại đội quân cảnh.
- 33 đại đội cảnh sát dã chiến.
- 2 liên đoàn công binh 5 (xây dựng) và 30 (chiến đấu)
- 2 liên đoàn thông tin.

Không quân
- Các sư đoàn không quân 3 (tại Biên Hoà) và 5 (tại Tân Sơn Nhất) gồm 5 phi đoàn chiến đấu, 7 phi đoàn trực thăng, 4 phi đoàn vận tải và 2 phi đoàn trinh sát, huấn luyện.

Hải quân
- Hạm đội trung ương gồm 7 tàu tuần dương và khu trục, 7 tàu hộ tống, hơn 100 tàu nổi khác.
- 4 hải đoàn tuần duyên và 3 hải đội duyên phòng.
- 4 liên giang đoàn và 6 giang đoàn độc lập.

##### Quân khu IV (Quân đoàn IV)
Lực lượng mặt đất
- Các sư đoàn bộ binh 7, 9, 21; ngoài các trung đoàn bộ binh, mỗi sư đoàn còn có một thiết đoàn kỵ binh (2, 6, 9) và 4 tiểu đoàn pháo binh.
- Lữ đoàn kị binh số 4 gồm các thiết đoàn 12 và 16.
- 3 tiểu đoàn pháo binh trực thuộc quân đoàn.
- Các liên đoàn công binh 7 (xây dựng) và 20 (chiến đấu)
- 10 liên đoàn bảo an.
- 5 tiểu đoàn và 1 đại đội quân cảnh.
- 20 đại đội cảnh sát dã chiến

Không quân
- Sư đoàn 4 không quân gồm 3 phi đoàn chiến đấu, 6 phi đoàn trực thăng, 2 phi đoàn huấn luyện; căn cứ đặt tại Bình Thủy (Cần Thơ) và (Trà Nóc) Sóc Trăng.

Hải quân
- 4 hải đoàn tuần duyên.
- 2 hải đội duyên phòng.
- 3 liên giang đoàn đặc nhiệm thủy bộ.
- 7 liên giang đoàn đặc nhiệm tuần tra.
- 7 giang đoàn xung kích.

##### Biệt khu thủ đô
Bộ tư lệnh Biệt khu thủ đô gồm các đơn vị:
- Lữ đoàn an ninh thủ đô (gồm 3 tiểu đoàn)
- 2 tiểu đoàn quân cảnh
- 11 tiểu đoàn bảo an
- 2 tiểu đoàn công vụ

##### Các đảo ở ven biển miền Trung, Trường Sa, Côn Đảo, Phú Quốc
- 1 tiểu đoàn thủy quân lục chiến;
- 1 tiểu đoàn bộ binh;
- một số đơn vị hỏa lực;
- 4 hải đội tuần duyên, 1 tàu tuần dương, 2 tàu hộ tống, 4 tàu đổ bộ loại LCU (thay phiên tăng phái từ đất liền)[32]

## Mục tiêu của các bên

### Việt Nam Dân chủ Cộng hoà và Chính phủ Cách mạng Lâm thời miền Nam Việt Nam
Tháng 4 năm 1974, Hội nghị lần thứ 21 của Ban Chấp hành Trung ương Đảng Lao động Việt Nam đã có Nghị quyết 21 yêu cầu các cơ quan chiến lược giúp Tổng Quân uỷ chuẩn bị chủ trương và những giải pháp lớn về quân sự, trong đó, tập trung xây dựng Kế hoạch chiến lược giải phóng miền Nam. Cuối tháng 8 năm 1974, Trung ương Cục miền Nam và Quân uỷ miền cũng gửi ra Hà Nội bản Kế hoạch tác chiến mùa khô 1974-1975 với dự kiến giải phóng miền Nam trong 2 năm 1975-1976. Nội dung kế hoạch này cũng được bổ sung vào dự thảo kế hoạch của Quân uỷ Trung ương. Bản kế hoạch sau nhiều lần bổ sung, sửa đổi đã được Trung tướng Lê Trọng Tấn, Phó Tổng Tham mưu trưởng, trình bày tại Hội nghị ngày 30 tháng 9 năm 1974 giữa Bộ Chính trị và Quân uỷ Trung ương họp tại Hà Nội.
Bản dự thảo kế hoạch chiến lược vạch ra các bước, các đợt hoạt động quân sự, các hướng chiến lược và nhiệm vụ cụ thể của từng chiến trường; dự định hoàn thành trong 2 năm 1975-1976.
- Bước 1 (1975): Kế hoạch dự kiến phát động một cách bất ngờ các hoạt động quân sự trên phạm vi toàn bộ chiến trường miền Nam với ba đợt:

+ Đợt 1 (từ tháng 12 năm 1974 đến tháng 2 năm 1975): Hoạt động quân sự có mức độ với mục tiêu thăm dò phản ứng của đối phương tại Đông Nam bộ và Đồng bằng sông Cửu Long.
+ Đợt 2 (từ tháng 3 đến tháng 6 năm 1975): Mở chiến dịch tấn công quy mô lớn ở Nam Tây Nguyên và các chiến dịch phối hợp ở Đông Nam bộ, Bắc Khu V, Trị Thiên, Đồng bằng sông Cửu Long.
+ Đợt 3 (từ tháng 8 đến tháng 10 năm 1975): Phát triển tấn công ở Nam Bộ, mở rộng vùng giải phóng ở Trị Thiên, Khu V, tiếp tục chuẩn bị lực lượng, vũ khí, phương tiện.
- Bước 2 (1976): Tiến hành tổng tiến công kết hợp với tổng khởi nghĩa, giải phóng hoàn toàn miền Nam Việt Nam dựa vào thời cơ có thể xuất hiện trong những giai đoạn sau:

+ Phương án 1: Sau đợt 2 (đợt tấn công chủ yếu của năm 1975).
+ Phương án 2: Đầu đợt 3 (phát triển tấn công ở Nam Bộ trong mùa mưa).
+ Phương án 3: cuối năm 1975 (khi chính quyền Việt Nam Cộng hoà tổ chức bầu cử Tổng thống).
- Phương châm hành động là tiến công với cường độ tăng dần từ nhỏ đến lớn; hạn chế chiến tranh trong phạm vi chiến trường miền Nam Việt Nam; thăm dò và theo dõi phản ứng và tái can thiệp của Hoa Kỳ; sẵn sàng đối phó với các hành động phản ứng quyết liệt của Hoa Kỳ bằng không quân và hải quân, kể cả bằng lực lượng phản ứng nhanh trên bộ; khai thác khả năng nổi dậy của dân chúng tại các vùng, đặc biệt là Sài Gòn - Gia Định.[35]

Các ý kiến bổ sung của Lê Duẩn, Trường Chinh, Võ Nguyên Giáp vào bản kế hoạch cũng chỉ rõ: "Mặc dù các năm 1975 và 1976 đều quan trọng nhưng năm 1975 là năm bản lề tạo điều kiện quyết định để năm 1976 đạt mục tiêu cuối cùng. Nếu thời cơ đến vào năm 1975 thì lập tức tiến hành tổng tấn công, giải phóng hoàn toàn miền Nam trong năm 1975".
Mọi thành viên bộ chính trị của Việt Nam Dân chủ Cộng hoà và Trung ương Cục miền Nam Việt Nam đều nhất trí rằng Mỹ đã rút thì khó quay lại, nếu đánh bằng không quân cũng không thể cứu nổi VNCH. Họ đã giành được quyền chủ động chiến trường, tạo thế chiến lược vững chắc. Lực lượng quân sự, dự trữ vật chất được tăng cường, hệ thống đường chiến lược, chiến dịch đang hoàn chỉnh. Ở các đô thị, phong trào đấu tranh đòi lật đổ Thiệu đang phát triển. Vai trò của Mặt trận giải phóng được nâng cao. VNCH đã suy yếu nghiêm trọng toàn diện và họ khẳng định "Ở miền nam, ta (quân Giải phóng Miền Nam) đã mạnh hơn địch (chỉ quân đội Sài Gòn).

###### Những khó khăn của Quân Giải phóng miền Nam
Dù tương quan lực lượng đã thuận lợi hơn, nhưng Việt Nam Dân chủ Cộng hoà và Chính phủ Cách mạng Lâm thời miền Nam Việt Nam vẫn gặp phải nhiều khó khăn. Mặc dù Quân Giải phóng miền Nam biết họ đã giành được thế chủ động chiến lược ở miền Nam Việt Nam, kế hoạch ban đầu của Bộ Tổng Tham mưu vẫn khá thận trọng, bởi quân Giải phóng vẫn đang phải đương đầu với một số vấn đề nghiêm trọng. Nếu cứ tấn công dồn dập, họ sẽ đứng trước nguy cơ bại trận khi hết đạn, bị đối phương phản kích. So với đối phương, họ vẫn kém xa về trang bị hạng nặng, đặc biệt về xe tăng thiết giáp và đại bác - điều kiện cần để tấn công vào các căn cứ ở cấp sư đoàn và trung đoàn vốn được trang bị rất đầy đủ do Hoa Kỳ cấp cho quân đội Sài Gòn.
Viện trợ quân sự của Liên Xô và Trung Quốc, đặc biệt ở danh mục "vũ khí tấn công" (xe tăng và đại bác), đã giảm đáng kể từ sau Hiệp định Paris 1973. Trong 2 năm 1973-1974, VNDCCH chỉ nhận được 330 triệu USD viện trợ, chỉ bằng 19% giai đoạn 1971-1972. Trong khi đó, dù bị cắt giảm so với trước nhưng Việt Nam Cộng hòa vẫn nhận được 2,65 tỷ USD viện trợ từ Hoa Kỳ, tức là nhiều gấp 8 lần so với đối phương. Đầu năm 1975 khi biết VNDCCH chuẩn bị đánh lớn ở miền nam, Trung Quốc đã dừng viện trợ quân sự.
Do thiếu về trang bị, nhiều đơn vị pháo binh của Quân Giải phóng, nhất là ở miền Nam, vẫn chỉ được trang bị súng cối hạng nhẹ, súng không giật (DKZ), hoặc súng chống tăng vác vai (B-40). Ở địa bàn hoạt động của Văn phòng Trung ương cục Miền Nam, tức là nửa phía nam của đất nước, bảy sư đoàn bộ binh (số 3, 4, 5, 6, 7, 8 và 9) và khung quân đoàn 4 chỉ được yểm trợ bởi năm tiểu đoàn pháo (hai trong số đó trang bị pháo lấy được của Mỹ nhưng còn rất ít đạn) và ba tiểu đoàn tăng thiết giáp thiếu tổ lái. Cho đến năm 1974, toàn bộ kho đạn pháo và đạn tăng của Quân Giải phóng, bao gồm tất cả đạn dược của cả các đơn vị chiến đấu ở chiến trường lẫn của các kho dự trữ chiến lược, tổng cộng chỉ được 100.000 viên, không đủ để đánh lớn quá 2 tháng. Tình hình đạn dược nghiêm trọng tới mức các chỉ huy pháo binh phải thay pháo lớn ở một số đơn vị bằng các khẩu sơn pháo lỗi thời 76,2mm và 57mm, lấy từ kho ra. Trong khi đó, quân đội VNCH dù bị giảm viện trợ song vẫn có dự trữ vật tư chiến tranh dồi dào do Mỹ cung cấp, lên tới 1.930.000 tấn với hàng triệu viên đạn pháo.
Vì những vấn đề này, Bộ Tổng Tham mưu Quân Giải phóng ban hành sắc lệnh rằng tất cả các vũ khí hạng nặng và đạn dược còn lại phải được sử dụng thật tiết kiệm, để dành cho một đòn quyết định, chỉ tiến hành khi trận cuối cùng diễn ra. Kế hoạch 1975 chỉ cho phép dùng hơn 10% kho đạn tăng-pháo còn lại của Quân Giải phóng miền Nam Việt Nam trong cả chiến dịch 1975 (tức khoảng 10.000 viên). 45% được phân phối cho chiến dịch 1976, phần còn lại để dự trữ.
Tuy nhiên, trong Chiến dịch Đường 14 - Phước Long, Quân Giải phóng đã hoàn tất việc chiếm tỉnh Phước Long và thu được 17.000 viên đạn pháo. Chiến lợi phẩm ngoài dự tính này làm các nhà chỉ huy Quân Giải phóng rất vui mừng: 17.000 viên đạn pháo còn nhiều hơn cơ số đạn mà Bộ Tổng Tham mưu sử dụng trong suốt toàn chiến dịch. Quân Giải phóng có thể kỳ vọng sẽ chiếm được thậm chí còn nhiều đạn dược hơn ở các căn cứ lớn hơn. Do vậy, kế hoạch tấn công năm 1975 đã được điều chỉnh theo hướng tăng thêm cường độ và tốc độ tiến công, sẵn sàng đánh dứt điểm ngay trong năm 1975 (kế hoạch ban đầu dự tính sẽ giành thắng lợi trong 2 năm 1975-1976). Trong quá trình diễn ra chiến dịch, Quân Giải phóng rất tích cực sử dụng chiến lợi phẩm để khắc phục tình trạng thiếu đạn pháo. Nhiều trung đoàn pháo của Quân Giải phóng và đã sử dụng tới 75% đạn pháo chiến lợi phẩm để chiến đấu như Trung đoàn Pháo binh 68 của Sư đoàn 3, Lữ đoàn 164 Quân đoàn 2… Trong chiến dịch Huế - Đà Nẵng, lực lượng pháo binh quân khu 5 đã sử dụng 79% số đạn, pháo xe kéo chiến lợi phẩm. Ngay trong chiến dịch Hồ Chí Minh, Quân Giải phóng đã sử dụng 67 khẩu pháo 105mm, 155mm cùng 14.515 viên đạn chiến lợi phẩm để đánh địch.
Sau này, giới sử học phương Tây chủ yếu tìm hiểu xem tình trạng thiếu đạn dược trong quân đội VNCH tác động như thế nào đến sự sụp đổ của nó, mà họ không biết rằng chính Quân Giải phóng miền Nam Việt Nam còn chịu thiếu hụt nghiêm trọng hơn nhiều. Sự sụp đổ nhanh chóng của quân VNCH, thực tế không nằm ở hỏa lực, mà theo đánh giá của Merle L. Pribbenow thì "Đòn tiêu diệt mạnh nhất chính là tâm lý choáng váng mà chiến lược tài ba và đầy bất ngờ của Quân Giải phóng miền Nam Việt Nam đã nện vào tổng tư lệnh Việt Nam Cộng hòa."

### Phía Hoa Kỳ và Việt Nam Cộng hoà
Trong giai đoạn 1973-1974, Mỹ dù rút quân nhưng vẫn tiếp tục viện trợ cho chính quyền Sài Gòn. Mỹ để lại 250.000 tấn vũ khí, bom đạn và 102 máy bay. Từ ngày 29 tháng 1 năm 1973 đến ngày 30 tháng 12 năm 1974, Mỹ còn cung cấp thêm 694 máy bay, 580 xe tăng, 520 xe bọc thép, 800 pháo, 204 tàu xuồng chiến, 1.550.000 tấn bom đạn và 2.530.000 tấn xăng dầu. Nhờ lượng vũ khí dồi dào, Việt Nam Cộng hòa cố gắng tăng cường kiểm soát lãnh thổ. Ngày 28 tháng 1 năm 1973, Nguyễn Văn Thiệu đưa ra kế hoạch "Tràn ngập lãnh thổ", sau đó là "Kiện toàn an ninh lãnh thổ", đẩy mạnh "Bình định đặc biệt". Quân đội Việt Nam Cộng hòa huy động toàn bộ quân địa phương và 40% quân chủ lực tiến hành càn quét lấn chiếm. Theo thống kê của quân Giải phóng, trong thời gian từ ngày 28 tháng 1 năm 1973 đến 31-11-1974, Việt Nam Cộng hòa mở 58.082 cuộc càn quét, ném hơn 17 vạn quả bom, bắn hơn 6 triệu quả đạn pháo, giết và làm bị thương hơn 26.500 dân thường, buộc 1,6 triệu người di dời vào trong 333 khu tập trung dân, trong đó có 163 khu mới lập sau ngày ký Hiệp định Paris.

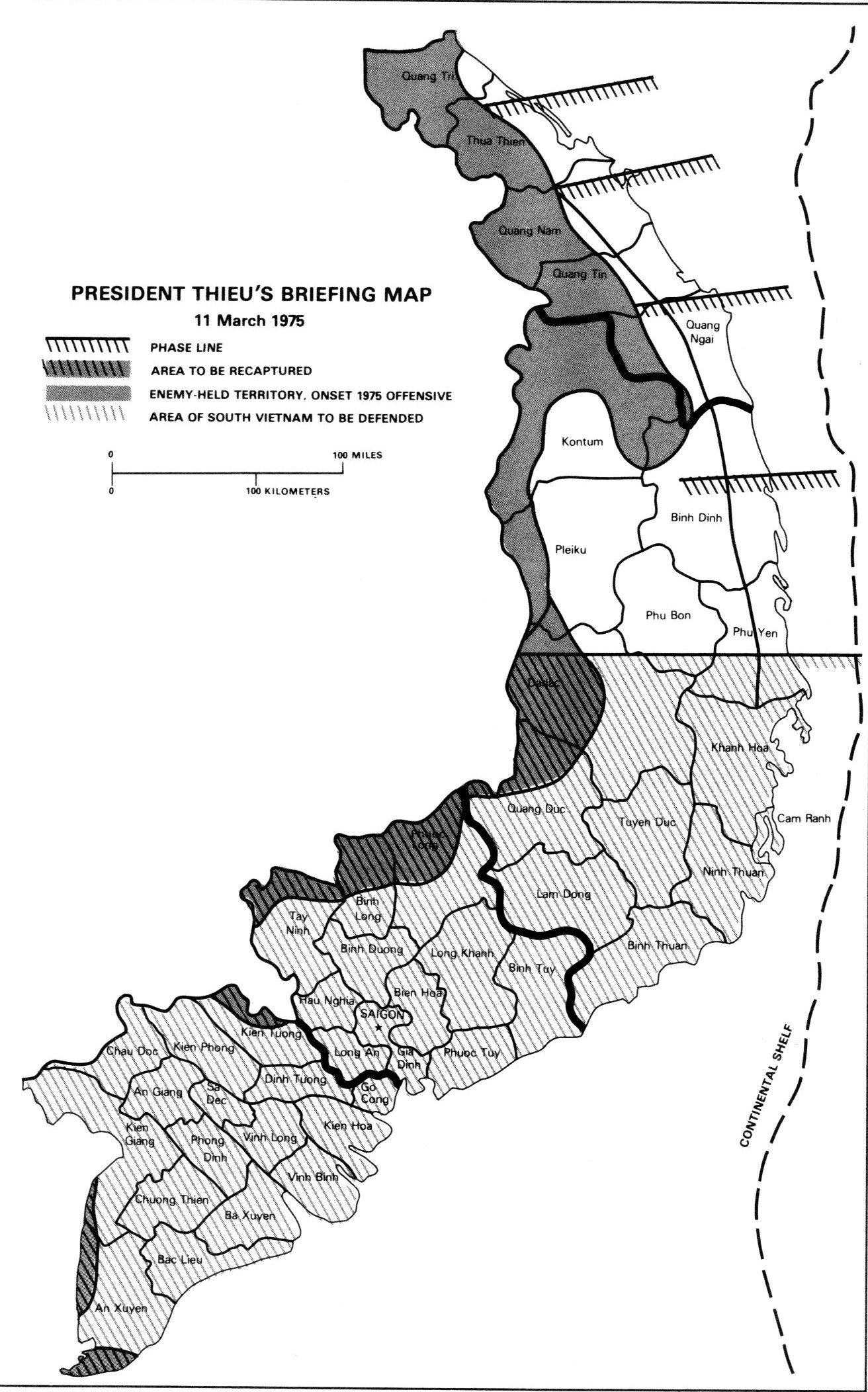
Bản đồ dự kiến 5 tuyến trì hoãn chiến của Việt Nam Cộng hòa tại Phòng Tình hình - Dinh Độc Lập ngày 11 tháng 3 năm 1975

Đầu tháng 8 năm 1974, tại Sài Gòn đã diễn ra phiên họp quan trọng của Hội đồng An ninh quốc gia Việt Nam Cộng hoà dưới sự chủ trì của Tổng thống Nguyễn Văn Thiệu. Trung tướng Đặng Văn Quang, phụ tá đặc biệt của Tổng thống, đã trình bày bản Kế hoạch quân sự Lý Thường Kiệt 1975 do Bộ Tổng tham mưu Quân lực Việt Nam Cộng hoà soạn thảo. Mục tiêu chiến lược của bản kế hoạch này không đề cập đến các hoạt động tấn công rộng rãi để "tràn ngập lãnh thổ" như các kế hoạch Lý Thường Kiệt 1973 và 1974 mà tập trung vào nhiệm vụ giữ vững những vùng chiếm đóng, tiếp tục xoá các điểm "da báo", xoá các "lõm" của quân giải phóng miền Nam.
Một trong các nhiệm vụ lớn được bàn thảo là việc ngăn chặn tiếp tế của Quân Giải phóng từ miền Bắc vào miền Nam. Ý kiến của Phó đô đốc Chung Tấn Cang, tư lệnh Hải quân, cho rằng tiếp liệu qua đường biển của đối phương gần như đã bị Hải quân Việt Nam Cộng hoà cắt đứt hoặc ít nhất cũng bị gián đoạn trong thời gian dài; do đó, khả năng đối phương đánh lớn trong năm 1975 là hạn chế. Trung tướng Trần Văn Minh, tư lệnh Không quân, đưa ra những kết quả trinh sát đường không và cho biết đã có hàng chục vạn tấn tiếp liệu được đối phương đưa vào miền Nam qua hàng vạn km đường hành lang Đông và Tây Trường Sơn. Hệ thống ống dẫn dầu đã vào đến Bến Giàng (Quảng Nam) và đang tiếp tục được nối qua Hạ Lào và Cao nguyên trung phần và đến địa đầu Quân khu III. Như vậy, nếu không đánh lớn trong năm 1975, họ sẽ đánh lớn vào năm sau.
Đối với Quân khu I, Trung tướng Ngô Quang Trưởng cho rằng có hai vùng có thể trở nên nguy hiểm:
- Huế và vùng phụ cận (Nam Quảng Trị) với binh lực đối phương lên đến gần 100.000 người và họ cũng rất dễ đưa quân tăng viện từ phía Bắc vào.
- Sau trận Nông Sơn - Thượng Đức, vùng Đại Lộc, Quế Sơn, Tiên Phước, Tam Kỳ cũng bị uy hiếp với 3 sư đoàn bộ binh, 5 tiểu đoàn chiến xa và các đơn vị tăng phái khác của đối phương.

Ngô Quang Trưởng đề nghị bổ sung thêm quân tăng phái ngoài các sư đoàn dù và thuỷ quân lục chiến hiện có.
Đối với Quân khu II, Thiếu tướng Phạm Văn Phú cũng yêu cầu cho giữ lại 3 liên đoàn biệt động quân do Bộ Tổng tham mưu đã tăng phái và nếu có thể thì tăng phái thêm với lý do địa bàn rộng, dài, khó kiểm soát; lực lượng đối phương mạnh hơn năm 1972 và được tiếp tế đầy đủ.
Trung tướng Dư Quốc Đống cho rằng tình hình Quân khu III cũng không kém nguy hiểm vì đối phương đang có những lực lượng rất mạnh ở Lộc Ninh, Tây Ninh, Hậu Nghĩa, Kiến Tường, Rừng Sác... Trong cuộc thảo luận này, chỉ có tướng Nguyễn Khoa Nam, tư lệnh Quân khu IV, là không có ý kiến về phối trí lại lực lượng.
Tổng thống Nguyễn Văn Thiệu phân tích hai khả năng về quân sự:
- Một là đối phương sẽ duy trì cuộc chiến với cường độ tăng dần trên toàn lãnh thổ để đòi thi hành Hiệp định Paris. Thật ra thì đối phuơng đã áp dụng các giải pháp này từ giữa năm 1974, phù hợp với nhu cầu và thực trạng của họ. Khả năng này có thể tiếp diễn một thời gian nữa.
- Hai là đối phương sẽ mở cuộc tấn công tổng lực để quyết định nhanh chiến cuộc. Nhưng khả năng này là thấp vì đối phương còn phải để ý đến phản ứng của đồng minh Hoa Kỳ.

Nguyễn Văn Thiệu kết luận: Đối phương có thể mở cuộc tấn công vào đầu sang năm với quy mô lớn hơn năm 1972 và kéo dài cả năm; có thể chiếm Quảng Trị, cô lập Huế, Đà Nẵng, lấy Kontum để gây áp lực với Pleiku; lấy Tây Ninh làm thủ đô đồng thời đẩy mạnh hoạt động du kích ở đồng bằng sông Cửu Long.
Theo Đại tướng Cao Văn Viên, Tổng thống Nguyễn Văn Thiệu cho rằng sẽ khó giữ được Vùng I nên chỉ thị rằng "giữ được phần nào thì giữ", nhưng phải giữ vùng duyên hải miền trung và Vùng II nếu có thể được vì tiềm năng dầu hoả ngoài khơi. Ở Tây Nguyên thì Buôn Ma Thuột quan trọng hơn Kontum và Pleiku do tài nguyên dồi dào và dân số đông hơn hai vùng trên. Nguyễn Văn Thiệu kết luận: Phương án tốt nhất là giữ được Đà Nẵng, nếu được cả Huế càng tốt. Phương án thứ hai là lùi về Quảng Nam, lấy Chu Lai làm căn cứ tiền tiêu. Phương án thứ ba là lui về Tuy Hoà. Ngoài các lý do về quân sự thuần túy, một trong những lý do buộc Nguyễn Văn Thiệu phải tính đến khả năng thu hẹp vùng lãnh thổ là để tương xứng với viện trợ quân sự từ Hoa Kỳ bị cắt giảm từ hơn 1 tỷ USD xuống còn 700 triệu USD trong năm tài khoá 1975.. Thực chất, đây là cốt lõi của bản kế hoạch tái phối trí lại binh lực của Quân lực Việt Nam Cộng hoà do Đại tướng Cao Văn Viên đệ trình hồi tháng 1 năm 1974 nhưng đã bị Nguyễn Văn Thiệu gạt qua một bên.
Do không thể tự sản xuất vũ khí và phải nhập 100% từ bên ngoài, khả năng chiến đấu của Quân lực Việt Nam Cộng hòa hoàn toàn phụ thuộc vào mức viện trợ của Mỹ. Trong một tài liệu do tướng John Murray và Bộ Tổng tham mưu Quân lực Việt Nam Cộng hòa trình lên tổng thống Nguyễn Văn Thiệu tháng 10 năm 1974 cũng chỉ rõ:
- "Nếu mức viện trợ quân sự là 1,4 tỷ USD thì có thể giữ được các vùng đông dân cư tại bốn vùng chiến thuật.
- Nếu mức viện trợ xuống 1,1 tỷ USD thì có thể không giữ được Quân khu I
- Nếu mức Viện trợ còn 900 triệu USD thì khó giữ được Quân khu I, Quân khu II và khó đương đầu với cuộc tổng tấn công của đối phương.
- Nếu viện trợ chỉ còn 750 triệu USD thì chỉ có thể phòng thu một vài khu vực và sẽ khó mà có thể đàm phán với đối phuơng.
- Nếu viện trợ chỉ còn 600 triệu USD thì chỉ còn có thể giữ được Sài Gòn và vùng châu thổ sông Cửu Long".[7]

## Các điểm yếu của quân đội VNCH
Quân đội Việt Nam Cộng hòa có hơn 1,3 triệu quân, được Hoa Kỳ trang bị hiện đại, nhưng đội quân này tồn tại rất nhiều điểm yếu.

### Không có sự ủng hộ của người dân
Việt Nam Cộng hòa thiếu sự ủng hộ của nhân dân (nhất là ở nông thôn). Gregory Daddis nhận xét: Những hành vi tội ác của Quân lực Việt Nam Cộng hòa khiến người dân xem họ như kẻ thù. Một nông dân kể rằng "Khi quân đội VNCH tới, mọi người trong làng đều bị đe dọa... Quân đội thoải mái đánh đập bất cứ ai, giết bất cứ ai", người khác kể rằng "cứ mỗi lần quân đội VNCH tới thì lại càng có nhiều người dân kết thân với Việt cộng". Khi được hỏi tại sao người dân không ủng hộ chính phủ Sài Gòn, một người dân trả lời "vì quân đội Quốc gia... thường xuyên đốt nhà của dân làng và hiếp dâm phụ nữ". Không có cách nào để quân đội Việt Nam Cộng hòa có thể đánh bại đối phương khi mà người dân đã xa lánh họ và quan hệ thân thiết với quân Giải phóng.
Theo nhà sử học Vũ Ngự Chiêu thì Quân lực Việt Nam Cộng hòa chỉ có thể kiểm soát hoàn toàn được khoảng 20-30% dân số miền Nam. Phân nửa lãnh thổ với khoảng 1/3 dân số sống trong vùng tranh chấp. Phần còn lại sống trong những vùng do quân Giải phóng miền Nam kiểm soát. Ngay trong số người dân ở vùng do Việt Nam Cộng hòa kiểm soát, nhiều người cũng không ủng hộ chế độ này, những người này ngầm ủng hộ quân Giải phóng, hoặc chia làm nhiều phe phái chống lại nhau vì những lý do như tôn giáo (Thiên Chúa giáo - Phật giáo), sắc tộc (người Việt - người Hoa), vùng miền (gốc Bắc – gốc Nam)
Donald Duncan, sĩ quan xuất sắc của Lực lượng Đặc biệt Mỹ tại Việt Nam trong giai đoạn 1964-65, nhận xét:
Lính VNCH càng qua nhiều lần thì dân chúng càng có cảm tình hơn với VC (quân Giải phóng). VC có thể ngủ trong nhà họ, còn quân chính phủ thì cướp bóc. VC giúp họ trồng và thu hoạch, còn lính chính phủ thì phá trụi. Hiếp dâm sẽ bị VC trừng phạt nghiêm khắc, nhưng lại là quá bình thường bên phía VNCH đến mức hiếm ai dám tố cáo vì họ sợ sẽ phải hứng chịu những tội ác còn tồi tệ hơn.
Tôi đã thấy lữ đoàn dù VNCH đến Nha Trang, và hầu như đã khủng bố thành phố trong 3 ngày. Tiểu thương nhặt nhạnh tiền bạc rời thành phố, quán hàng đóng cửa. Lính tráng vào quán gọi đồ rồi không trả tiền, thay vào đó là đập phá quán. Họ ghẹo gái trên phố và cảnh sát thì bất lực hoặc không muốn giúp.
Nhờ có được sự ủng hộ từ người dân, Quân Giải phóng miền Nam Việt Nam áp dụng hiệu quả chiến lược chiến tranh nhân dân, do đó Quân lực Việt Nam Cộng hòa bị dồn ép liên tục, phải trải quân khắp nơi để giữ đất. Toàn bộ 13 Sư đoàn và 17 Liên đoàn Biệt động quân (tương đương với 5 sư đoàn) phải bảo vệ 44 tỉnh, tính trung bình một tỉnh chỉ được 1 tới 2 Trung đoàn chính quy đóng giữ. Trong khi đó quân Giải phóng miền Nam do nắm thế chủ động chiến lược có thể tập trung hơn 10 Trung đoàn để đánh một tỉnh như tại Buôn Mê Thuột tháng 3/1975.

### Sự phụ thuộc vào Hoa Kỳ
Do phải chiến đấu nhiều năm trong điều kiện bị áp đảo về hỏa lực nên Quân Giải phóng miền Nam, có kinh nghiệm hơn hẳn về việc tận dụng vũ khí trong điều kiện thiếu thốn, trong khi Quân lực Việt Nam Cộng hòa vì quen dựa dẫm vào yểm trợ hỏa lực của Mỹ nên thường bị lúng túng khi phải tự lực chiến đấu. Các tướng lĩnh Mỹ đã nhận xét: "Hiệu quả chiến đấu của Quân lực Việt Nam Cộng hòa không đều, họ đứng vững được bởi sự trợ giúp của các cố vấn Mỹ và hỏa lực yểm trợ mạnh mẽ của Mỹ từ trên không... Điểm yếu nội tại trong cấu trúc chỉ huy là họ tỏ ra quá phụ thuộc vào yểm trợ hỏa lực của Mỹ".

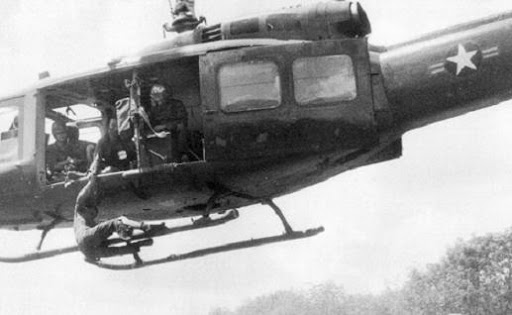
Một lính Việt Nam Cộng hòa đang cố gắng đu bám vào càng một chiếc trực thăng UH-1 để di tản

Chính phủ Việt Nam Cộng hòa không được tự đưa ra được quyết sách gì, chính sách từ lớn xuống bé đều do Tòa Đại sứ Mỹ, các tướng lĩnh MACV (Trung tâm chỉ huy tác chiến Hoa Kỳ tại Việt Nam), và sau này là USAID (Cơ quan quản lý viện trợ Hoa Kỳ) soạn thảo rồi đôn đốc thực hiện. Đại sứ Ellsworth Bunker và rồi Graham Martin có quyền lực không khác gì những “Toàn quyền Đông Dương” của Pháp trước kia – dù Việt Nam Cộng hòa không ngừng tự xưng là "Đồng minh" của Mỹ. Tổng chỉ huy quân đội là Tổng thống Nguyễn Văn Thiệu vốn khởi đầu binh nghiệp làm thông ngôn cho quân Pháp. Bản thân ông lên được chức Tổng thống đều là do đảo chính chứ không phải vì thành tích mặt trận. Có được ghế Tổng thống rồi, ông Thiệu lại tập trung hết quyền bính trong tay, biến Bộ Tổng Tham mưu thành một cơ cấu thư ký, không được tự ra quyết sách (vì ông Thiệu sợ rằng đến lượt chính mình sẽ bị người khác đảo chính lật đổ). Qua màng lọc của hệ thống phe đảng của Tổng thống Thiệu, những cấp chỉ huy có tiềm năng nhưng không có thế lực chính trị đỡ đầu thì thường bị chết trận hay bị loại ngũ. Suốt 10 năm Quân lực Việt Nam Cộng hòa tác chiến dựa vào hỏa lực mạnh của Quân đội Hoa Kỳ, nên khi không còn hỏa lực Mỹ nữa thì bị lâm vào lúng túng. Hiệp định Paris 1973 khiến binh sĩ hoang mang rằng "Mỹ đã bỏ rơi chăng? Nếu Mỹ còn không đánh lại thì sao mà tự đánh được?", thế là tinh thần chiến đấu càng sụt giảm. Có đơn vị tự ý bỏ chạy khi vừa bị một viên pháo nã vu vơ vào đồn, đơn vị khác thì nghe tiếng máy cày trong đêm đã vội báo cáo tăng địch xuất hiện.
Craig A. Lockard nhận xét rằng "trong sự khinh thường của những người Mỹ mà họ phục vụ, Việt Nam Cộng hòa chỉ là một thứ công cụ để hợp thức hóa việc phê chuẩn, nếu không phải là thường bị loại ra khỏi sự chỉ đạo của Mỹ. Việt Nam Cộng hòa hiếm khi đưa ra chính sách lớn, họ thậm chí còn không được tham khảo ý kiến về quyết định của Mỹ năm 1965 đưa một lực lượng lớn quân vào tham chiến trên bộ." Suốt nhiều năm phụ thuộc vào quân Mỹ đã khiến các chỉ huy Việt Nam Cộng hòa không còn đủ khả năng để tự đưa ra các chiến lược lớn trên chiến trường.

### Nạn tham nhũng

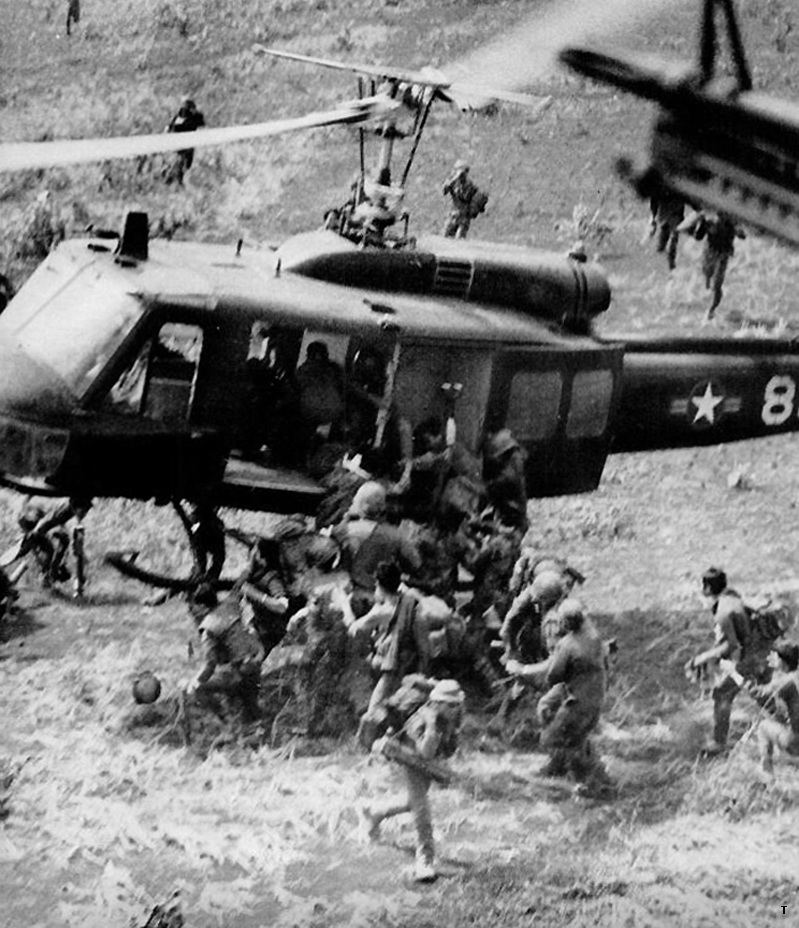
Binh sĩ Việt Nam Cộng hòa đang cố bám vào càng một chiếc trực thăng UH-1 để di tản trong trận An Lộc

Nạn tham nhũng làm hao mòn trang bị và sức chiến đấu của quân đội: như cả nửa triệu tấn gạo biến mất khỏi các kho lương thực trong năm 1967. Súng cũng được tuồn ra bán với giá 25-30 đôla một khẩu. Nếu ai muốn mua một xe bọc thép hoặc một máy bay lên thẳng thì việc đó cũng có thể dàn xếp được. Hồi ký Nguyễn Cao Kỳ nêu trường hợp Tư lệnh đồng bằng sông Cửu Long đã lấy cắp 8.000 đài vô tuyến và 24.000 vũ khí cá nhân do Hoa Kỳ trang bị và sớm tiêu thụ hết sạch sành sanh, tài liệu mật từ Tòa đại sứ Mỹ cho biết phần lớn số đó đã lọt vào tay quân Giải phóng
Nhà sử học Vũ Ngự Chiêu nhận xét: cả guồng máy chống cộng của Việt Nam Cộng hòa giống một thứ siêu thị, người ta mua bán bất cứ thứ gì có thể sinh lợi, từ chức tước tới tấm giấy miễn quân dịch. Từ hồ sơ mật an ninh quốc phòng tới đạn dược, thuốc men, vật tư chiến tranh, từ góc phố tới nha sở, dinh thự. Mạng lưới tham nhũng khi đó rất tinh vi, và hễ có tiền là mua được tất cả, kể cả vũ khí. Thực tế, ngay đến Tư lệnh Quân khu, Sư đoàn, Tiểu khu trưởng... cũng đứng ra bảo trợ cho việc buôn lậu. Được dư luận biết đến nhiều nhất có vụ "lính ma, lính kiểng" của Nguyễn Vĩnh Nghi, Tư lệnh Quân đoàn IV, hay đoàn xe buôn lậu có Quân cảnh hộ tống do các mệnh phụ phu nhân của các tướng lĩnh – thường được gọi là “Mặt Trời Cái” – bảo trợ. Đó là chưa kể đường dây buôn lậu nha phiến, ngoại tệ và phế liệu chiến tranh do các tướng lĩnh Thiệu, Khiêm và Kỳ đứng đầu.
Ngay cả đến người đứng đầu là Tổng thống Nguyễn Văn Thiệu cũng dung túng cho vợ mình tham gia buôn lậu. Năm 1974, một vụ buôn lậu của bà Mai Anh (vợ Nguyễn Văn Thiệu) bị phát hiện, trị giá lô hàng gồm nhiều thứ xa xỉ phẩm hàng hiệu, trị giá khoảng 600 triệu đồng tiền Việt Nam Cộng hòa thời bấy giờ (tương đương 3 triệu USD thời giá năm 1974, hoặc 20 triệu USD thời giá năm 2017). Những người phát hiện vụ việc thay vì được khen thưởng đã bị tống giam, trong khi không có ai đứng đầu tổ chức buôn lậu này bị xét xử.
Donald Duncan, sĩ quan xuất sắc của Lực lượng Đặc biệt Mỹ tại Việt Nam trong giai đoạn 1964-65, nhận xét về sự tham nhũng của Quân lực VNCH:
Hồ sơ Mỹ ghi lại những trường hợp một đại đội VC (quân Giải phóng) quây và diệt 2 hoặc 3 đại đội VNCH, hay trường hợp khác là một đại đội VC đã chiến đấu dũng mãnh với 1 tiểu đoàn VNCH để phá vây... Trong nhiều năm, chiến thuật chiến lược của VC đã quá thành công, và chúng ta chưa thua chỉ bởi vì có hỏa lực khủng khiếp và sự hỗ trợ của không quân. Họ đều là người Việt mà sao lại khác nhau như vậy?
Hiển nhiên ĐỘNG LỰC là khác nhau. VC tin vào chính nghĩa của họ vì Độc lập dân tộc. Họ đặt niềm tin vào chỉ huy của họ, hiển nhiên là những người còn tận tụy hơn cả họ, cùng ăn ở với họ. Về phía Sài Gòn, những người lính biết rằng sếp họ có được chức vụ là nhờ gia đình, tiền bạc hay tưởng thưởng chính trị. Họ biết mối quan tâm chính của các sếp là vinh hoa. Sĩ quan cấp úy và cấp tá ăn một bữa ở nhà hàng Pháp thì bằng tiền lính kiếm cả tuần. Sĩ quan ngủ với bồ nhí ở biệt thự được canh gác. Sĩ quan có quá nhiều lý do để khỏi phải ra trận cùng lính. Lính thấy sĩ quan ba hoa về mình trong trận đánh. Lính biết sẽ bị ăn chặn tiền lương ngay khi có thể. Lính biết quân nhu có thể bị đem bán ngoài phố. Lính chiến đấu chỉ để duy trì một hệ thống sẽ giữ họ trong nghèo đói và thất học. Sếp hứa rất nhiều và thất hứa cũng thật nhiều, để giờ lính chẳng còn tin vào chính phủ.
Nhà báo người Mỹ William J. Lederer, trong chuyến điều tra năm 1968, đã nhận xét rằng kẻ thù tồi tệ nhất của Mỹ chính là nạn tham nhũng của Quân lực Việt Nam Cộng hòa, hàng tỷ USD viện trợ của Mỹ đã bị tham ô rồi bán ra chợ đen. Ông đã chứng kiến những kho hàng lậu đầy ắp vũ khí quân dụng, có tới cả 1.000 khẩu súng trường, bao gồm cả loại súng M16 hiện đại. Quy mô buôn lậu lên tới hàng tỷ USD, với sự tham gia của đủ các thành phần: quan chức Việt Nam Cộng hòa, thương nhân Mỹ và Đài Loan, binh lính Mỹ, Hàn Quốc, Philippines... Ngay cả Mặt trận Dân tộc Giải phóng cũng tận dụng nạn tham nhũng của đối phương để mua vũ khí Mỹ đánh lại chính quân Mỹ. Quan chức Mỹ biết rõ tình trạng đó, nhưng chẳng làm gì bởi họ cần tiếp tục viện trợ để duy trì sự tồn tại của chế độ Việt Nam Cộng hòa. William J. Lederer nhận xét: "Tôi đã thấy Hoa Kỳ sẽ bị đánh bại như thế nào - không phải chỉ bằng sức mạnh của đối phương, mà còn bởi chính những sai lầm của mình, sự bất lực của chính mình".

### Tinh thần chiến đấu thấp

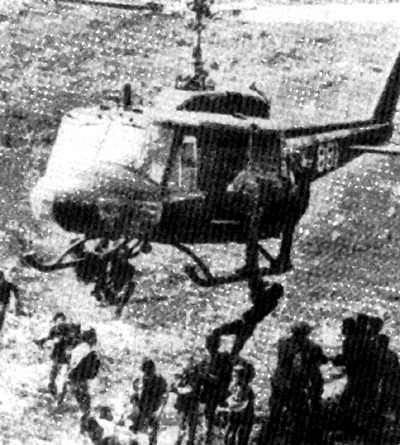
Binh sĩ Việt Nam Cộng hòa đang cố trèo lên càng một chiếc trực thăng UH-1 để thoát khỏi chiến trường An Lộc.

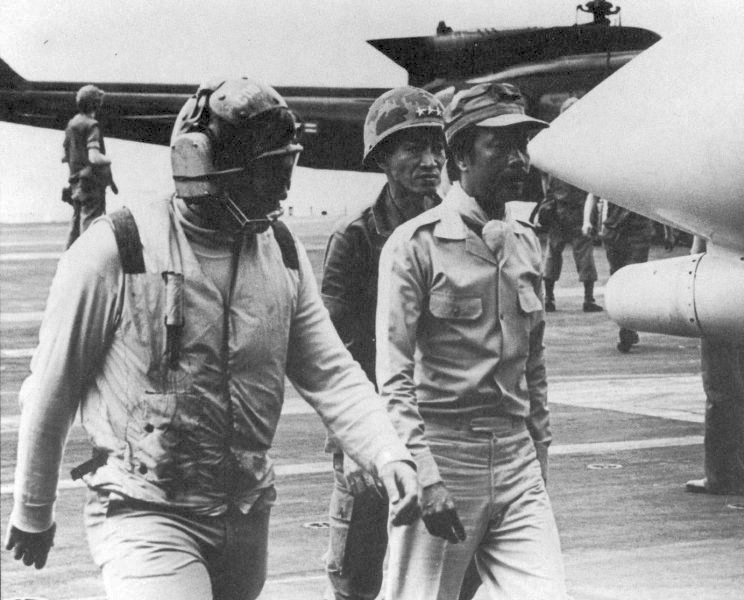
Tướng Nguyễn Cao Kỳ và tướng Ngô Quang Trưởng của VNCH khi chạy ra tàu sân bay Mỹ vào ngày 29 tháng 4 năm 1975

Chính phủ Việt Nam Cộng hòa không ngừng tham gia vào các âm mưu chính trị, tham nhũng quá nhiều, và thiếu ổn định, do đó làm sụt giảm sự ủng hộ và làm xói mòn tinh thần của binh sĩ. Nạn đào ngũ là một vấn đề nghiêm trọng đối với Việt Nam Cộng hòa. Từ năm 1965 đến năm 1972, ước tính có khoảng 840.000 binh sĩ đã đào ngũ. Riêng từ tháng 4 tới tháng 12 năm 1974, có 176.000 lính đào ngũ (trung bình mỗi tháng có 24.000 lính đào ngũ). Tại các lực lượng tinh nhuệ của quân đội, Biệt động quân có tỷ lệ đào ngũ lớn nhất (55%), tiếp theo là các đơn vị dù (30%) và Thủy quân Lục chiến (15%). Trong khi đó, Quân Giải phóng miền Nam rất ít khi đào ngũ hoặc chịu đầu hàng; họ đã duy trì một lợi thế tâm lý mạnh mẽ, với những người lính tràn đầy tinh thần sẵn sàng hy sinh mục đích cá nhân để cống hiến cho nỗ lực chiến tranh của tập thể..
Ký giả Alan Dawson nhận xét: Đội quân này trang bị vũ khí tốt hơn bất kỳ nước châu Á nào khác, có nhiều máy bay chiến đấu, có nhiều đạn dược, xăng dầu, quân cụ, xe cộ và lương thực hơn hầu hết các quân đội trên thế giới. Nó chỉ thiếu mỗi một điều thôi. Một người Mỹ nói với một binh sĩ Sài Gòn rằng: Chúng tôi đã cho anh mọi thứ anh cần, trừ sự dũng cảm. Chỉ tại anh không có thứ ấy. 
Ngày 12 tháng 11 năm 1968, Bộ trưởng Bộ Quốc phòng Hoa Kỳ Clark Cliffords gửi thư công khai cảnh cáo Tổng thống Việt Nam Cộng hòa Nguyễn Văn Thiệu rằng:
"...Chỉ cần Quân lực Việt Nam Cộng hòa có được nửa lá gan của người cộng sản, thì ngày hôm nay quân đội Hoa Kỳ có thể duyệt binh ở Hà Nội rồi, Quân đội của các ông chỉ biết bắn giết dân thường, bám theo sau và rút chạy trước, tướng lĩnh thì toàn tham nhũng, toàn hiếp dâm và chỉ giỏi nhảy đầm."
Ngay sau thất bại trong chiến dịch Đường 14 - Phước Long (tháng 1 năm 1975), cố vấn Mỹ John Pilger đã tiên liệu chính xác rằng sự sụp đổ của quân đội Sài Gòn sẽ sớm diễn ra. Ông viết:
Sài Gòn đang sụp đổ trước mắt, một Sài Gòn được người Mỹ hậu thuẫn, một thành phố được coi là "thủ đô tiêu dùng" nhưng chẳng hề sản xuất được một mặt hàng nào ngoài chiến tranh. Trong hàng ngũ của quân đội lớn thứ tư thế giới vào thời điểm đó, binh lính đang đào ngũ với tốc độ cả nghìn người trong một ngày...
Cuối năm 2005, cựu tướng Nguyễn Cao Kỳ, nguyên Phó Tổng thống kiêm Tư lệnh Không quân Việt Nam Cộng hòa nhận định rằng:
| “ | "Mỹ luôn luôn đứng ra trước sân khấu, làm "kép nhất". Vì vậy ai cũng cho rằng đây là cuộc chiến tranh của người Mỹ và chúng tôi là những lính đánh thuê. Tôi biết rất rõ ràng về cái gọi là những người chỉ huy, những ông tướng lĩnh. Từ cái ông Thiệu đến những ông khác dưới trướng, xin lỗi, toàn là những vị ăn chơi phè phỡn, tài chẳng có mà đức cũng không. Trước đây có "ông" Mỹ đứng sau thì không có chuyện gì, nhưng khi phải một mình trực tiếp đối diện với khó khăn thì bản chất cũng như tài năng lộ ra ngay... kể từ ông Nguyễn Văn Thiệu - Tổng thống kiêm Tổng tư lệnh Việt Nam Cộng hòa - trở xuống. Trong số những vị cùng vai vế với tôi, cứ mười ông thì đến mười một ông tham sống sợ chết! Trong khi đó, miền Bắc (Quân đội Nhân dân Việt Nam) các chỉ huy lại có rất nhiều kinh nghiệm chiến trường, được cấp dưới tin cậy và kính trọng về nhân cách, đó là sự hơn hẳn. | ” |

## Diễn biến quốc tế

### Liên Xô và Trung Quốc
Cũng như năm 1972, Liên bang Xô Viết hoàn toàn ủng hộ cuộc chiến đấu của Việt Nam Dân chủ Cộng hoà và Chính phủ Cách mạng Lâm thời miền Nam Việt Nam về nguyên tắc. Những thiệt hại vật chất của phía VNDCCH được Liên Xô bù đắp dần dần bằng những khoản viện trợ lớn. Tuy nhiên, tỷ lệ viện trợ kinh tế và viện trợ quân sự đã khác trước. Theo ước tính của CIA, trong 2 năm 1973 - 1974, VNDCCH nhận được từ Liên Xô và Trung Quốc khoản viện trợ trị giá 2.525 triệu USD trong đó có 730 triệu USD là viện trợ quân sự. Tổng số viện trợ tuy cao hơn 2 năm 1971 - 1972 (2.525 triệu USD/2.220 USD) nhưng phần viện trợ quân sự chỉ bằng 68,3% so với 2 năm trước đó, (730 triệu USD/1.065 triệu USD). Còn theo thống kê của VNDCCH thì giá trị viện trợ quân sự mà họ nhận được thấp hơn nhiều so với con số mà CIA đưa ra. Cụ thể, trong 2 năm 1973-1974, họ nhận được 114.532 tấn viện trợ quân sự từ các nước XHCN (chủ yếu là Liên Xô và Trung Quốc) trị giá 339.355.353 rúp (~330 triệu USD), bằng 19% so với 2 năm 1971-1972.
Để tăng cường năng lực hậu cần của mình, VNDCCH đã tự tổ chức sản xuất vũ khí và phương tiện. Điều này họ đã làm từ năm 1957 để giảm bớt phụ thuộc vào viện trợ. Trong 3 năm 1973 đến 1975, VNDCCH đã tự sản xuất được 3.409 tấn vũ khí đạn dược, 1.863 tấn phụ tùng xe, máy và 26.074 tấn quân trang, quân dụng khác. Vừa dựa vào viện trợ, vừa dựa vào sức mình, đến giữa năm 1974, Việt Nam Dân chủ Cộng hoà và Chính phủ Cách mạng lâm thời Cộng hòa miền Nam Việt Nam đã xây dựng lại nền kinh tế của mình với tổng lượng bằng mức năm 1965.
Về ngoại giao, các đồng minh Liên Xô và Trung Quốc không còn nhiều ràng buộc với Hoa Kỳ như hồi năm 1972 và họ vẫn ủng hộ VNDCCH với những cách thức và mục tiêu khác nhau. Trong khi Liên Xô công khai khuyến khích VNDCCH giải phóng miền Nam bằng chuyến đi thăm hữu nghị đến Hà Nội của Thứ trưởng Bộ quốc phòng, đại tướng Victor Kulikov ngày 22 tháng 12 năm 1974 thì Trung Quốc không hẳn muốn VNDCCH sớm giành thắng lợi mặc dù họ biết đó là xu thế khó có thể đảo ngược. Tháng 1 năm 1974, họ đã chiếm quần đảo Hoàng Sa từ tay Việt Nam Cộng hoà. Theo đánh giá của Henry Kissinger, người Trung Hoa không muốn có một nước Việt Nam thống nhất mạnh ở biên giới phía nam của họ, và cả Trung Quốc lẫn Liên Xô đều không muốn Việt Nam Dân chủ Cộng hoà và Chính phủ Cách mạng Lâm thời miền Nam Việt Nam tăng cường chiến sự ở miền Nam Việt Nam.

### Hoa Kỳ
Về quân sự, Hoa Kỳ tiếp tục có những động thái làm cho Việt Nam Cộng hoà tin rằng họ sẽ được hỗ trợ về hải quân. Ngày 4 tháng 1 năm 1974, Hạm đội 7 hải quân Hoa Kỳ đã điều động một lực lượng tàu tuần dương và tàu khu trục đến vùng giữa biển Đông. Tuy nhiên Mỹ đã từ chối cho Hải quân của mình yểm trợ Hải quân Việt Nam Cộng hòa khi Trung Quốc đánh chiếm Hoàng Sa trong các ngày từ 17 đến 19 tháng 1 năm 1974. Về ngoại giao, trong dịp thăm chính thức Hoa Kỳ của Tổng thống Nguyễn Văn Thiệu, Hoa Kỳ và Việt Nam Cộng hoà đã ra thông cáo chung San Clemente ngày 4 tháng 4 năm 1973, trong đó, Hoa Kỳ cam kết ủng hộ Việt Nam Cộng hoà và chỉ công nhận Chính phủ Việt Nam Cộng hoà là chính phủ hợp pháp duy nhất ở miền Nam Việt Nam.
Ngày 9 tháng 8 năm 1974, Tổng thống Richard Nixon buộc phải từ chức sau vụ bê bối Watergate. Phó tổng thống Gerald Ford kế nhiệm chức vụ Tổng thống và vẫn cam kết ủng hộ Việt Nam Cộng hoà, nhưng với những giới hạn cho phép vì nền kinh tế Hoa Kỳ đang trong giai đoạn khó khăn sau cuộc khủng hoảng dầu lửa năm 1973 và phải tập trung viện trợ quân sự cho Israel khoảng 1,5 tỷ USD để giữ vững đồng minh chiến lược này ở Trung Đông. Trong lá thư ngày 10 tháng 8 năm 1972 của Tổng thống Hoa Kỳ do phó đại sứ Hoa Kỳ tại Sài Gòn W.J.Lehman trao tận tay Tổng thống VNCH Nguyễn Văn Thiệu, ông Gerald Ford nhắc nhở Chính phủ Việt Nam Cộng hòa sử dụng viện trợ của Hoa Kỳ và các đồng minh một cách hữu hiệu hơn để có thể đưa lại một nền kinh tế tự túc trong vài năm tới. Nếu như trong tài khoá 1972-1973, Việt Nam Cộng hoà còn nhận được 1.614 triệu USD thì đến tài khoá 1973-1974, Sài Gòn chỉ còn nhận được 1.026 triệu USD và đến tài khoá 1974-1975 thì chỉ còn 780 triệu USD. Theo tiến sĩ Nguyễn Tiến Hưng, đó là số viện trợ của Hoa Kỳ cho cả Việt Nam Cộng hoà, Campuchia và Lào và đó cũng chỉ là con số trên giấy tờ. Trên thực tế, sau khi trừ đi các khoản của Campuchia và Lào, số viện trợ Hoa Kỳ chỉ còn lại 313 triệu USD. Số đô la mua được từ nguồn dịch vụ cho trụ sở các cơ quan Hoa Kỳ và các đồng minh cũng sụt giảm từ 300-400 triệu/năm xuống còn 97 triệu (năm 1974)
Ở thời điểm 1974-1975, đối với Hoa Kỳ, việc giải quyết khủng hoảng dầu lửa và vấn đề Trung Đông cùng với việc tái tạo trang bị cho đồng minh Israel sau khi họ thua trận trước đối thủ Ai Cập trên bán đảo Sinai tháng 10 năm 1973 là vấn đề quan trọng hơn so với việc viện trợ cho đồng minh Việt Nam Cộng hoà. Mặt khác, do những ràng buộc của Hiệp định Paris và không được sự ủng hộ cả hai viện của Quốc hội Hoa Kỳ nên khả năng can thiệp bằng quân sự ở Việt Nam của Chính phủ Hoa Kỳ là rất thấp.

### Các nước khác và các tổ chức quốc tế
Sau khi Quân đội Hoa Kỳ rút ra khỏi cuộc chiến, Quân lực Việt Nam Cộng hòa không chỉ mất đi hỏa lực yểm hộ từ trên không, dưới mặt đất và ngoài biển mà còn thiếu hụt một khoản ngân sách lớn do viện trợ bị cắt giảm. Cuộc khủng hoảng dầu lửa thế giới năm 1973 đã chất thêm gánh nặng về chi phí nhiên liệu cho các hoạt động quân sự, dù chỉ là giới hạn trong tập luyện, bảo trì, bảo dưỡng phương tiện quân sự theo quy định của Hiệp định Paris và các văn kiện kèm theo. Cơ số đạn dược các loại được cấp giảm từ 50% đến 65%; một nửa số chiến xa không thể ra khỏi căn cứ và khoảng 200 máy bay không thể cất cánh vì không đủ xăng dầu. Giá cả tiêu dùng tăng từ 2 đến 4 lần đối với lương thực, thực phẩm, nhiên liệu và một số hàng tiêu dùng thiết yếu đã ảnh hưởng lớn đến đời sống của dân chúng.
Để bù đắp thiếu hụt ngân sách và cân bằng cán cân thanh toán; ngoài việc yêu cầu một số nghị sĩ, dân biểu Hoa Kỳ khuyến cáo Quốc hội nương tay, Tổng thống Nguyễn Văn Thiệu đã phái tiến sĩ Nguyễn Tiến Hưng và một số quan chức khác tìm kiếm các nguồn kinh phí để ổn định tình hình kinh tế xã hội, chi phí cho bộ máy chính quyền và duy trì lực lượng quân sự. Tuy nhiên, việc tìm vay từ các nguồn vốn khác ngoài Hoa Kỳ cũng khó khăn như việc thuyết phục Quốc hội Hoa Kỳ không cắt giảm viện trợ cho Việt Nam Cộng hoà. Tiến sĩ Nguyễn Tiến Hưng đã ví việc này với "Cái nhục của kẻ đi cầu xin".
Sau chuyến đi không thành công của đại tướng Cao Văn Viên và tiến sĩ Nguyễn Tiến Hưng sang Hoa Kỳ tháng 5 năm 1974 với kết quả là sự cắt giảm 50% viện trợ Hoa Kỳ cho Việt Nam Cộng hoà và Tu chính án Kennedy cũng cấm sử dụng ngân sách riêng của Bộ Quốc phòng đề chi tiêu nhân danh các nước Đông Nam Á; Chính quyền Việt Nam Cộng hoà phải tìm đến các nguồn tài chính ngoài Hoa Kỳ. Trớ trêu thay, những nguồn này hoặc không đủ thời gian để triển khai hoặc người lãnh đạo nó tỏ thái độ không hợp tác hoặc các nước cho vay có những điều kiện không nhằm chi tiêu cho quân sự (kể cả trực tiếp và gián tiếp). Tại Ngân hàng thế giới (WB) ông Nguyễn Tiến Hưng đã vấp phải thái độ thờ ơ và lãnh đạm của ngài chủ tịch Robert MacNamara, nguyên Bộ trưởng Quốc phòng Hoa Kỳ dưới thời Linden B. Johnson.
Đối với Cộng hoà Pháp thì trở ngại chính là ODA của chính phủ với lãi suất thấp và dài hạn lại phải gắn với việc cho vay của ngân hàng tư nhân với lãi suất cao và ngắn hạn theo luật của Pháp. Phía Pháp cũng yêu cầu phải sử dụng khoản vay ưu đãi này vào các công trình phúc lợi xã hội chứ không thể chi phí cho việc khác nhưng phía Việt Nam Cộng hoà không chịu nên khoản viện trợ 130 triệu fr Pháp bị đình lại. Nhật Bản cũng có thái độ tương tự. Các nguồn viện trợ khác khá nhỏ và có khuynh hướng thiên về viện trợ nhân đạo. Chỉ có Quốc vương Arab Saudi là có một thoả thuận đáng kể và bí mật về đầu tư dài hạn mấy trăm triệu USD vào thăm dò và khai thác dầu mỏ với lãi suất nhẹ (có thể vay bằng chính dầu mỏ, cái mà VNCH đang thiếu), khi nào có sản phẩm mới phải trả nợ. Nhưng sự việc đang tiến triển thì ông này bị ám sát. Hy vọng cuối cùng của phía Việt Nam Cộng hòa có được một ngân khoản vài trăm triệu USD để bổ sung và duy trì trang bị cho quân đội cũng tan vỡ.

## Diễn biến tại các mặt trận

### Chiến dịch Đường 14 - Phước Long

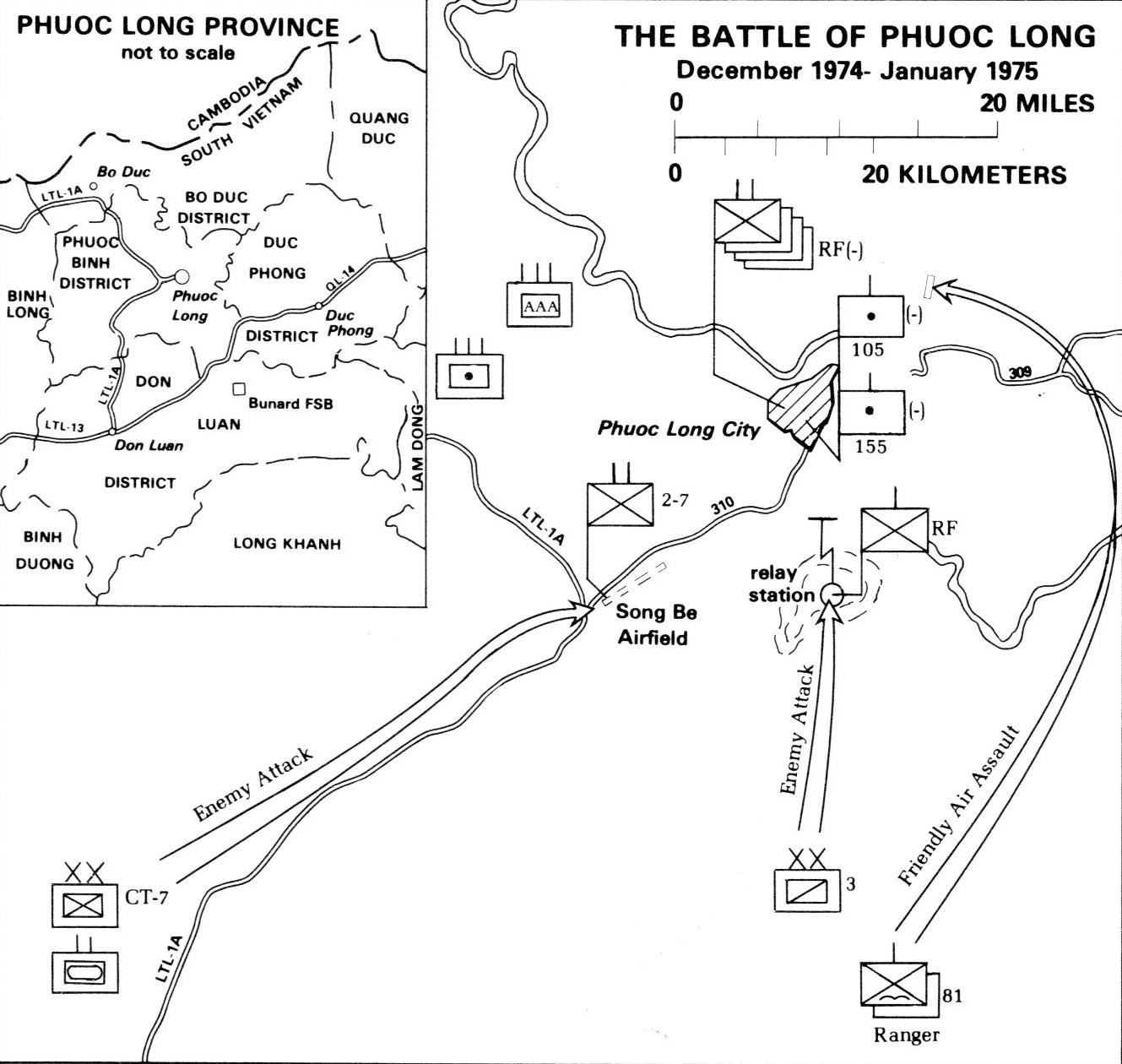
Bản đồ chiến dịch Phước Long

Trận Phước Long chưa phải là trận mở màn cho Chiến dịch Mùa xuân 1975 nhưng nó có ý nghĩa rất quan trọng đối với chiến dịch này và được coi như một trận trinh sát chiến lược. Ngoài mục tiêu đánh chiếm hoàn toàn một tỉnh không gần và không xa trung tâm chỉ huy QLVNCH (cách Sài Gòn khoảng 120 km về phía Bắc), cắt đứt điểm nối giữa Sài Gòn với Nam Tây Nguyên, phía Bắc Đông Nam Bộ và Đông Bắc Cam pu chia qua đường 331 và quốc lộ 14; đây còn là một hoạt động quân sự mạnh của phía Việt Nam Dân chủ Cộng hoà và Chính phủ Cách mạng Lâm thời miền Nam Việt Nam nhằm thăm dò phản ứng của Hoa Kỳ cũng như khả năng ứng cứu, phản kích, giải tỏa của Quân lực Việt Nam Cộng hòa và khả năng giữ vững những vùng đã chiếm lĩnh của Quân Giải phóng miền Nam Việt Nam trước khi bước vào chiến dịch lớn..
Từ đêm 13 rạng ngày 14 tháng 12 đến ngày 26 tháng 12 năm 1974, lần lượt các chi khu quân sự Đức Phong, Bố Đức, Đôn Luân (Đồng Xoài) là những cứ điểm phòng ngự vòng ngoài của thị xã Phước Long bị tấn công và rơi vào tay Quân Giải phóng miền Nam Việt Nam. Từ sáng ngày 31 tháng 12 năm 1974 đến ngày 6 tháng 1 năm 1975, đến lượt quận lỵ Phước Bình và thị xã Phước Long bị Quân Giải phóng miền Nam Việt Nam tấn công từ bốn phía đánh vào và đặc công Quân giải phóng từ trong đánh ra. Các cứ điểm quan trọng như sân bay Long Bình, trung tâm hành quân, trận địa pháo lần lượt bị tràn ngập. Quân lực Việt Nam Cộng hòa đồn trú tại đây tổ chức nhiều cuộc phản kích nhưng đều bị những lực lượng mạnh hơn của đối phương đẩy lùi. Bộ tổng tham mưu Quân lực Việt Nam Cộng hòa lệnh cho Quân đoàn III điều động Liên đoàn biệt kích dù số 81 đổ bộ đường không xuống tăng phái cho quân dồn trú tại Phước Long nhưng không xoay chuyển được tình hình. Sau nhiều cố gắng đột phá vòng vây, chỉ có 850 người trong số 5.400 quân nhân đủ loại của Quân lực Việt Nam Cộng hòa phòng thủ Phước Long rút ra hậu cứ an toàn.
Đối với phía Việt Nam Cộng hòa, đây cũng là dịp để họ xem xét phản ứng của phía Hoa Kỳ theo lời cam kết sẽ hỗ trợ tối đa mà Tổng thống Gerald Ford đã hứa trong thư gửi Tổng thống Nguyễn Văn Thiệu ngày 10 tháng 8 năm 1974 và kiểm nghiệm khả năng tác chiến của mình nhưng kết quả đã không được như mong đợi. Đại tá Phạm Bá Hoa, phụ tá hành quân của đại tướng Cao Văn Viên nhận xét: "Có thể nói, Phước Long là một đòn thử sức đôi bên và kết quả đã quá rõ ràng".
Ngay sau thất bại trong chiến dịch Đường 14 - Phước Long (tháng 2/1975), cố vấn Mỹ John Pilger đã tiên liệu chính xác rằng sự sụp đổ của Việt Nam Cộng hòa sẽ sớm diễn ra. Ông viết:
Sài Gòn đang sụp đổ trước mắt, một Sài Gòn được người Mỹ hậu thuẫn, một thành phố được coi là "thủ đô tiêu dùng" nhưng chẳng hề sản xuất được một mặt hàng nào ngoài chiến tranh. Trong hàng ngũ của quân đội lớn thứ tư thế giới vào thời điểm đó, binh lính đang đào ngũ với tốc độ cả nghìn người trong một ngày...

### Chiến dịch Tây Nguyên

Quân Giải phóng miền Nam Việt Nam đánh chiếm Buôn Ma Thuột ngày 11 tháng 3 năm 1975

Từ tháng 2 năm 1974, mặt trận Tây Nguyên đã được Quân ủy trung ương và Bộ Tổng tư lệnh Quân Giải phóng miền Nam Việt Nam dự kiến là hướng đột phá chủ yếu trong chiến lược giải phóng hoàn toàn miền Nam Việt Nam trong 2 năm 1975-1976. Dự kiến này được cụ thể hoá thành kế hoạch tác chiến, ban hành kèm theo Nghị quyết của Đảng ủy Mặt trận Tây Nguyên (B3) tháng 12 năm 1974.
Thực hiện kế hoạch này, từ ngày 4 đến ngày 9 tháng 3 năm 1975, các đơn vị thuộc Bộ tư lệnh B3 Quân Giải phóng tiến hành các hoạt động kiềm chế chủ lực Quân lực Việt Nam Cộng hòa tại Bắc Tây nguyên: Pháo kích khu vực Pleiku, Kon Tum trong 6 ngày; cắt đứt đường 19 tại ba điểm ở cả phía Đông và Tây Pleiku, đường 14 ở Ea H'Le và đường 21 ở phía Đông Chư Cúc. Các cứ điểm phòng ngự từ xa của Quân lực Việt Nam Cộng hòa lần lượt bị đánh chiếm: Azun hạ, đèo Thượng An (ngày 4 tháng 3); Chư Sê (ngày 7 tháng 3); Thuần Mẫn (ngày 8 tháng 3); Núi Lửa, Đức Lập (ngày 9 tháng 3). Quân lực Việt Nam Cộng hòa sử dụng không vận đưa Liên đoàn 21 biệt động quân từ Pleiku về Buôn Ma Thuột. Đơn vị này phối hợp với 2 tiểu đoàn của Trung đoàn 53 (sư đoàn 23 QLVNCH) hành quân lên Buôn Hồ để bảo vệ phía Bắc Buôn Ma Thuột nhưng không lấy lại được Đức Lập. Đến chiều ngày 9 tháng 3, Buôn Ma Thuột đã hoàn toàn bị cô lập về đường bộ với các khu phòng thủ khác trên địa bàn Quân khu II (Quân đoàn II - QLVNCH).
2 giờ sáng ngày 10 tháng 3, lực lượng bộ binh của các sư đoàn 10 và 316 Quân Giải phóng được tăng cường Trung đoàn 198 đặc công và trung đoàn tăng-thiết giáp 273 dưới hỏa lực yểm hộ của hai trung đoàn pháo binh của các sư đoàn tấn công Buôn Ma Thuột. Ngày 11 tháng 3, thị xã này thất thủ. Ngày 12 tháng 3, Quân đoàn II (QLVNCH) điều động các trung đoàn bộ binh 44, 45 (sư đoàn 23), liên đoàn 21 biệt động quân và bộ phận còn lại của trung đoàn 53 với sự yểm hộ của sư đoàn 6 không quân phản kích nhằm tái chiếm Buôn Ma Thuột. Cuộc phản kích không thu được kết quả do các trung đoàn 44, 45 bị sư đoàn 320A (QĐNDVN) phản đột kích vào phía sau đội hình hành quân và cầm chân tại Cẩm Ga, Thuần Mẫn trên đường 14; liên đoàn 21 biệt động quân và tiểu đoàn còn lại của Trung đoàn 53 bị các lực lượng của sư đoàn 10 và sự đoàn 316 đã đánh chiến Buôn Ma Thuột tấn công chính diện, bao vây và tiêu diệt tại sân bay Hòa Bình (Phụng Dực). Ngày 17 tháng 3, những cố gắng cuối cùng để tái chiếm Buôn Ma Thuột của QLVNCH thất bại.
Sáng 14 tháng 3 tại Cam Ranh, tổng thống Nguyễn Văn Thiệu lệnh cho trung tướng Phạm Văn Phú, tư lệnh Quân đoàn II - Quân khu II triệt thoái các lực lượng QLVNCH khỏi Tây Nguyên. Do thời gian quá gấp gáp, không giữ được bí mật hành quân, tổ chức không chặt chẽ và sai lầm trong việc chọn đường rút quân; phần lớn các lực lượng này bị các sư đoàn 320A, 316 của Quân Giải phóng truy kích suốt dọc đường số 7 và bị tan rã và thiệt hại đến 75% quân số và phương tiện. Kết thúc chiến dịch Tây Nguyên, Quân lực Việt Nam Cộng hòa gần như mất toàn bộ địa bàn Tây Nguyên (trừ tỉnh Lâm Đồng). Quân đoàn II hầu như không còn binh lực, trừ sư đoàn 6 không quân còn nguyên vẹn tại Phan Rang, liên đoàn 6 biệt động quân và thiết đoàn 19 rút trước nên về được Tuy Hoà, Nha Trang. Chiến dịch này tạo nên bước ngoặt đánh dấu giai đoạn bắt đầu sụp đổ của Việt Nam Cộng hòa cùng với quân đội của họ.

### Chiến dịch Đường 5-Phú Yên
Sau khi Buôn Ma Thuột thất thủ trong chiến dịch Tây Nguyên, Tổng thống Thiệu triệu tập cuộc họp tại Cam Ranh ngày 17 tháng 3  bàn về kế hoạch rút lui chiến lược, lập phòng tuyến tại Tuy Hòa,Quy Nhơn,Nha Trang chờ thời cơ phản công, lệnh cho Tư lệnh Quân đoàn II-Quân khu II Phạm Văn Phú triệt thoái các lực lượng. Quân VNCH chọn rút theo Đường 7 (nay là Quốc lộ 25) để tạo sự bất ngờ, khi đến Củng Sơn bắc cầu phao vượt Sông Ba sang đường 5 (nay là Quốc lộ 29) để về Tuy Hòa.
Nắm bắt tình hình, Sở chỉ huy tiền phương Phú Yên tại cuộc họp ngày 18 tháng 3, quyết định tập trung lực lượng ở Đường 5. Ở hướng đường 7, TX Tuy Hòa vẫn giữ nguyên thế trận để nghi binh.
Rạng sáng 19 tháng 3, quân giải phóng nổ súng tại cứ điểm Cầu Cháy, Tiểu đoàn 13 phối hợp với quân tại xã Hòa Mỹ, huyện Tuy Hòa (nay là huyện Tây Hòa), được chi viện hỏa lực của Tiểu đoàn Pháo binh 189 Tỉnh đội Phú Yên, tổ chức tập kích cứ điểm Cầu Cháy và giành thắng lợi hoàn toàn.
Đến chiều, 5 xe bọc thép của Việt Nam Cộng Hòa từ Hòn Kén xuống đường 5 bị quân giải phóng tiêu diệt. Tiếp đó, các lực lượng của Tỉnh đội bắt đầu tiêu diệt các cụm ở Hòa Đồng, Hòa Tân, Hòa Phong… để thông đường và kiểm soát đường 5, đồng thời đánh lui các đợt phản kích, viện binh của đối phương từ Tuy Hòa lên, từ Nha Trang ra. Đến trưa ngày 25 tháng 3, Quân giải phóng đã làm chủ đường 5 từ đó tiến đánh Thị xã Tuy Hòa, nhanh chóng củng cố lực lượng tiến đánh thị xã đến trưa ngày 1 tháng 4 thì thành công giải phóng toàn bộ tỉnh Phú Yên.

### Chiến dịch Huế-Đà Nẵng
Chiến dịch Huế-Đà Nẵng được Quân ủy Trung ương và Bộ Tổng tư lệnh Quân Giải phóng phát động ngày 5 tháng 3, gần như đồng thời với Chiến dịch Tây Nguyên. Khi nhận thấy QLVNCH đang tan vỡ trên đường số 7, Quân Giải phóng liền chuyển ngay sang phương án thời cơ, sử dụng Quân đoàn 2 (Binh đoàn Hương Giang) phối hợp với Quân khu Trị-Thiên, Quân khu 5 tiến công chiếm cố đô Huế và ngay sau đó là Đà Nẵng - thành phố lớn thứ hai của miền Nam và là trung tâm quân sự, chính trị, kinh tế lớn nhất của Quân khu 1. Chiến dịch này được tổ chức rất nhanh chóng, tiến hành theo chỉ thị từ xa và trực tiếp từ Bộ Tổng Tư lệnh tại Hà Nội vừa thông qua Bộ Tư lệnh chiến dịch, vừa truyền đạt trực tiếp đến các đơn vị quân đoàn, sư đoàn. Quân Giải phóng tổ chức tấn công trong hành tiến, vừa đánh vừa trinh sát chiến trường, triệt để tận dụng sự rối loạn chỉ huy của QLVNCH để liên tục tăng cường các mũi đột kích sâu, hợp vây các đơn vị của QLVNCH tại Quân khu I.

Hàng loạt bộ quân phục mà lính Việt Nam Cộng Hòa vứt bỏ lại trên đường rút chạy khi quân đội này thất bại và tan rã

Việc Quân Giải phóng phát động tấn công gần như cùng lúc trên các mặt trận ở miền Nam đã làm cho Quân lực Việt Nam Cộng hoà không thể điều động các lực lượng trù bị chiến lược đi ứng cứu cho các địa bàn then chốt. Sức tấn công liên tục của bộ binh với hỏa lực của mạnh của xe tăng và pháo binh Quân Giải phóng miền Nam Việt Nam trong điều kiện ít bị uy hiếp từ trên không đã nhanh chóng đẩy các đơn vị QLVNCH vào thế bị động chống đỡ. Sự rối loạn trong chỉ huy tác chiến các cấp của QLVNCH đã làm cho các đơn vị vốn thiện chiến và được trang bị tốt cũng không thể kháng cự lâu dài một cách có tổ chức. Trong khi tình hình nguy ngập thì Tổng thống Nguyễn Văn Thiệu lại ra lệnh rút các sư đoàn dù và thủy quân lục chiến ra khỏi Quân khu I, nói là để bảo vệ các mục tiêu quan trọng hơn. Việc điều quân này đã làm cho Quân đoàn I QLVNCH suy yếu. Trung tướng Ngô Quang Trưởng, tư lệnh Quân đoàn I lần lượt phải cho quân rút bỏ Quảng Trị, sau đó đến Huế và ra lệnh tử thủ tại Đà Nẵng. Quân Giải phóng đã nhanh chóng cơ động lực lượng cắt đứt giao thông trên bộ ở Bắc đèo Hải Vân, hất các đơn vị cánh Bắc của Quân đoàn I QLVNCH chạy ra cửa biển Thuận An và Tư Hiền để chờ tàu hải quân đến cứu. Cuộc tháo chạy đã diễn ra hoảng loạn vô tổ chức. Các đơn vị QĐNDVN đã khóa chặt hai cửa biển này bằng pháo binh và bộ binh. Những đơn vị QLVNCH thoát được lên tàu chạy vào đến Đà Nẵng cũng không còn là đơn vị chiến đấu nữa mà còn làm cho rối loạn thêm tình hình tại Đà Nẵng. Các lực lượng còn lại bỏ vũ khí hoặc đầu hàng hoặc tan rã. Ngày 26 tháng 3, quân Giải phóng kiểm soát hoàn toàn thành phố Huế.
Ngay sau khi chiếm cố đô Huế, Quân Giải phóng hợp vây Đà Nẵng từ ba phía Tây, Nam, Bắc và bắt đầu tấn công ngay từ ngày 26 tháng 3. Thành phố hỗn loạn. Quân lính rã ngũ từ Huế kéo vào trở thành một đám cướp bóc. Sĩ quan và binh lính cùng với dân cố gắng thoát khỏi thành phố bằng tàu hải quân. Phái bộ MAACV tại Sài Gòn thì lập một cầu hàng không để di tản người Mỹ và các đồng minh của họ. Các tuyến phòng thủ của QLVNCH quanh Đà Nẵng lần lượt tan vỡ sau hai ngày giao chiến trong tuyệt vọng. Các đơn vị Quân Giải phóng bỏ qua vòng ngoài nhanh chóng đánh chiếm trung tâm thành phố mà không gặp kháng cự nào đáng kể. Ngày 29 tháng 3, Đà Nẵng thất thủ. Tại đây khoảng 14 vạn sĩ quan, binh lính QLVNCH đã ra hàng. Chiến dịch Huế-Đà Nẵng kết thúc.
Cũng trong những ngày cuối tháng 3, đầu tháng 4 năm 1975, lần lượt các tỉnh thành phố ven biển miền trung gồm Quảng Ngãi, Bình Định, Phú Yên và Khánh Hoà bị bỏ lại. QLVNCH gom tất cả các đơn vị còn lại của các quân đoàn (quân khu) I và II, lập phòng tuyến ngăn chặn tại Phan Rang và giao cho Tư lệnh Quân đoàn 3 QLVNCH chỉ huy. Kết thúc chiến dịch, Quân Giải phóng đã chiếm được 14 tỉnh tại miền Nam Việt Nam với 50% đất đai và 40% dân số. Phía trước họ đã là Đông Nam Bộ và Sài Gòn.
Sau hơn 01 tháng liên tục tổng tiến công và nổi dậy, với 02 đòn tiến công chiến lược ở chiến trường Tây Nguyên và Huế - Đà Nẵng, quân Giải phóng đã kiểm soát được 16 tỉnh, 05 thành phố cùng nhiều quận lỵ, chi khu, yếu khu quân sự. Vùng giải phóng được mở rộng, chiếm 3/4 đất đai và gần 1/2 dân số miền Nam. Sau thắng lợi của chiến dịch Huế-Đà Nẵng, so sánh tương quan lực lượng 2 bên đã thay đổi nhanh chóng theo hướng có lợi cho quân Giải phóng. Trong khi lực lượng của QLVNCH giảm mạnh, thì lực lượng của quân Giải phóng lại tăng với tốc độ rất nhanh (QLVNCH chỉ còn 464.000, quân Giải phóng tăng lên 530.000); trong đó, quân chủ lực là 1/1,95 (QLVNCH: 235.000, quân Giải phóng: 457.873); quân địa phương là 3,2/1 (QLVNCH: 229.800, quân Giải phóng: 71.727)

### Chiến dịch Trường Sa và các đảo trên Biển Đông
Quần đảo Trường Sa nằm ở phía Nam Biển Đông từ kinh tuyến 111 độ 30 phút Đông đến kinh tuyến 117 đô 20 phút Đông; từ vĩ tuyến 6 độ 50 phút Bắc đến vĩ tuyến 12 độ Bắc; cách bán đảo Cam Ranh 480 km, cách đảo Hải Nam 1.150 km, cách đảo Đài Loan 1.780 km. Với hơn 100 đảo có diện tích đất nổi không quá 200 km vuông nhưng bao trùm diện tích mặt nước và các bãi đá ngầm có diện tích đến 180.000 km vuông; đây là vùng đảo có vị trí địa chiến lược cực kỳ quan trọng. Vào thời điểm đầu năm 1975, QLVNCH chiếm giữ 5 đảo trong số 11 đảo có người ở gồm: Song Tử Tây, Sơn Ca, Nam Yết, Sinh Tồn và Trường Sa Lớn. Tổng số quân 160 người thuộc tiểu đoàn 371 địa phương quân tỉnh Phước Tuy. Tuy số quân không đông nhưng lực lượng này được một tàu tuần dương và hai tàu hộ tống yểm hộ bằng hỏa lực hạm tàu, lập thành vành đai phòng ngự cơ động trên biển xung quanh các đảo. Ngoài ra còn có 4 tàu vận tải đậu tại các bãi để chuyển quân khi cần thiết.
Ngày 25 tháng 3 năm 1975, Quân ủy trung ương và Bộ Tổng tham mưu Quân Giải phóng có kiến nghị trình lãnh đạo Đảng và Nhà nước về việc đánh chiếm Trường Sa. Ngày 30 tháng 3, Bộ tư lệnh Quân khu 5 được giao nhiệm vụ phối hợp với Bộ Tư lệnh Hải quân lập kế hoạch và tổ chức đánh chiếm Trường Sa. Ngày 10 tháng 4 năm 1975, dưới sự chỉ huy của trung tá Mai Năng, các tàu vận tải 673, 674, 675 của Hải đoàn 125 chở các đơn vị thuộc Đoàn 126 đặc công hải quân, tiểu đoàn 471 Quân khu 5 xuất phát từ quân cảng Đà Nẵng hướng về đảo Song Tử Tây, mục tiêu tấn công đầu tiên.
Sau 20 ngày vừa hành quân, vừa tổ chức chiến đấu, hồi 9 giờ 30 ngày 29 tháng 4 năm 1975, Quân Giải phóng đã lần lượt làm chủ các đảo Song Tử Tây, Sơn Ca, Nam Yết, Sinh Tồn, Trường Sa lớn và một số đảo khác. Cũng trong tháng tư, các đảo ven biển miền Trung, Côn Đảo cũng lần lượt rơi vào tay Quân Giải phóng trong các cuộc nổi dậy, có sự phối hợp của lực lượng vũ trang địa phương. Riêng tại đảo Phú Quốc và các đảo nhỏ trên vịnh Thái Lan thuộc chủ quyền của Việt Nam, Quân Giải phóng miền Nam Việt Nam phải dùng lực lượng quân sự mạnh để đánh đuổi quân Khmer đỏ lợi dụng sự suy yếu và tan rã của QLVNCH để chiếm đóng các đảo này.

### Trên tuyến phòng thủ Phan Rang - Xuân Lộc
Để giữ được phần đất còn lại trong một kế hoạch được gọi là "nỗ lực tối đa", Quân lực Việt Nam Cộng hòa dồn mọi cố gắng cuối cùng của vào các tuyến phòng thủ Phan Rang (tuyến phòng ngự từ xa) và Xuân Lộc - Long Khánh (tuyến phòng ngự tử thủ). Tại các tuyến phòng ngự này đều có một lực lượng lớn bộ binh, không quân, biệt động quân địa phương quân. Một số tướng lĩnh QLVNCH như Lê Nguyên Khang, phụ tá hành quân của Tổng tham mưu trưởng), Nguyễn Văn Minh (Tư lệnh biệt khu thủ đô), không muốn giữ Phan Rang vì tuyến đó ở khá xa, quân số đang thiếu trầm trọng; trong một trận tuyến bị dàn mỏng, rất dễ bị đánh từ bên sườn. Theo các viên tướng này, phương án tốt nhất hiện nay là bỏ Phan Rang và Tây Ninh, dồn lực lượng về giữ vùng xung quanh Sài Gòn. Tướng Nguyễn Văn Toàn (Tư lệnh quân khu III) được tổng thống Nguyễn Văn Thiệu hậu thuẫn cho rằng cần phải phòng thủ từ xa và lấy những nơi đó làm bàn đạp để phản kích, chiếm lại một số vùng đã mất. Đề nghị lấy Phan Rang làm tuyến phòng thủ từ xa của Nguyễn Văn Thiệu đã được tướng Fredrick C. Weyand đang đi thị sát miền Nam Việt Nam ủng hộ. Lý do của sự ủng hộ này là bản phúc trình lên Quốc hội Hoa Kỳ về một khoản viện trợ quân sự khẩn cấp 722 triệu đô la đang được bàn thảo. Theo ông này, QLVNCH ít nhất cũng phải một lần chiến đấu, thắng một trận càng tốt; nếu tiếp tục rút lui nữa, sẽ làm mất phiếu ủng hộ của Quốc hội Hoa Kỳ.. Tuy nhiên, đến ngày 16 tháng 4, tuyến phòng thủ Phan Rang bị Quân Giải phóng phá vỡ chỉ sau 24 giờ giao chiến. Không chỉ có thế, từ ngày 17 tháng 3 đến ngày 3 tháng 4, các tiền đồn của QLVNCH tại Tây Ninh, An Lộc, Dầu Tiếng, Chơn Thành, Định Quán lần lượt thất thủ. QLVNCH tại mặt trận Xuân Lộc rơi vào thế hở cả ba sườn phía Bắc, phía Tây và Tây Nam.

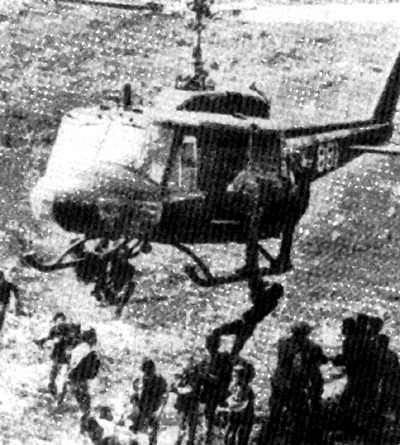
Binh lính sĩ Việt Nam Cộng hòa đang cố trèo lên càng một chiếc trực thăng UH-1 để di tản

Chiến dịch Xuân Lộc - Long Khánh bắt đầu từ ngày 9 tháng 4 giữa cụm quân mạnh nhất của QLVNCH gồm sư đoàn 18 bộ binh, lữ đoàn dù số 1, lữ đoàn 3 thiết giáp, chiến đoàn 52 (sư đoàn 5 bộ binh, liên đoàn 3 biệt động quân với Quân đoàn 4 Quân Giải phóng gồm 3 sư đoàn bộ binh, 4 lữ đoàn pháo binh và phòng không, 2 tiểu đoàn xe tăng, 2 tiểu đoàn địa phương Long Khánh. Đến ngày 11 tháng 4, QLVNCH tiếp tục tung vào mặt trận Xuân Lộc hai lữ đoàn dù, một lữ đoàn thủy quân lục chiến, một liên đoàn biệt động quân, một trung đoàn bộ binh, hai thiết đoàn xe tăng và tám tiểu đoàn pháo binh. Đây là trận đánh dài ngày có tổ chức cuối cùng của quân đội Việt Nam Cộng hòa trong Chiến tranh Việt Nam. QLVNCH đã tập trung tại đây 50% bộ binh, 60% pháo binh, hầu hết lực lượng xe tăng - thiết giáp của Quân đoàn III và 1/2 lực lượng tổng trù bị chiến lược, sử dụng không quân yểm trợ ở mức cao nhất trong đó có cả loại bom CBU-55 có sức tàn phá rất lớn. Tuy nhiên Quân đoàn 4 Quân Giải phóng thay đổi chiến thuật để hạ Xuân Lộc bằng cách đánh vu hồi. Ngày 21 tháng 4, "cánh cửa thép" Xuân Lộc bị tháo dỡ. Quân Giải phóng đã có mặt ở cửa ngõ Sài Gòn. Phần lớn các chiến đoàn của QLVNCH bị đánh tan, riêng sư đoàn 18 rút lui về Biên Hòa cố thủ.
Ngay trước ngày bắt đầu trận Xuân Lộc, phi công Nguyễn Thành Trung là người của Mặt trận dân tộc giải phóng miền Nam Việt Nam cài vào hàng ngũ QLVNCH đã lái máy bay F-5E ném bom Dinh Độc Lập. Sự kiện này càng làm nội bộ giới lãnh đạo Việt Nam Cộng hòa thêm rối loạn. Thất bại tại mặt trận Xuân Lộc đã dẫn đến sự từ chức của Nguyễn Văn Thiệu vào ngày 21 tháng 4 năm 1975 sau 10 năm giữ ghế tổng thống Việt Nam Cộng hoà. Phía Hoa Kỳ hy vọng với sự ra đi của Nguyễn Văn Thiệu, Việt Nam Dân chủ Cộng hoà và Chính phủ Cách mạng Lam thời miền Nam Việt Nam sẽ chấp nhận một giải pháp chính trị. Tuy nhiên, điều đó đã không xảy ra.
Trong cuộc khủng hoảng, Tổng thống Sài Gòn Nguyễn Văn Thiệu đã cố gắng lần cuối trước khi từ chức, viết thư van nài Tổng thống Ford "cho vay nợ vì tự do", trong cơn tuyệt vọng, Nguyễn Văn Thiệu không cần tính đến lãi suất vay nợ và đã đem cả tài nguyên đất nước ra thế chấp:
"Thưa Ngài Tổng thống,
Tôi đề nghị Ngài yêu cầu Quốc hội (Mỹ) đồng ý cho chúng tôi vay dài hạn lần cuối cùng số tiền 3 tỉ Mỹ kim được phân chia trong 3 năm và kỳ hạn hoàn trả là 10 năm, với mức lãi suất do Quốc hội Mỹ tự quyết định.
Tiềm năng về dầu hỏa và nguồn lợi về nông nghiệp của chúng tôi sẽ thế chấp cho món nợ này. Số tiền vay này được gọi là "Freedom Loan", sẽ cho phép chúng tôi có một cơ hội để được tồn tại... Trong giờ phút vô cùng khẩn thiết này, chúng tôi mong muốn Ngài thúc giục Quốc hội xem xét dễ dàng và cấp bách lời yêu cầu được vay "số tiền vì tự do" nêu trên của chúng tôi. Đây là hành động cầu xin cuối cùng mà chúng tôi, một người bạn đồng minh, gửi đến nhân dân Mỹ".

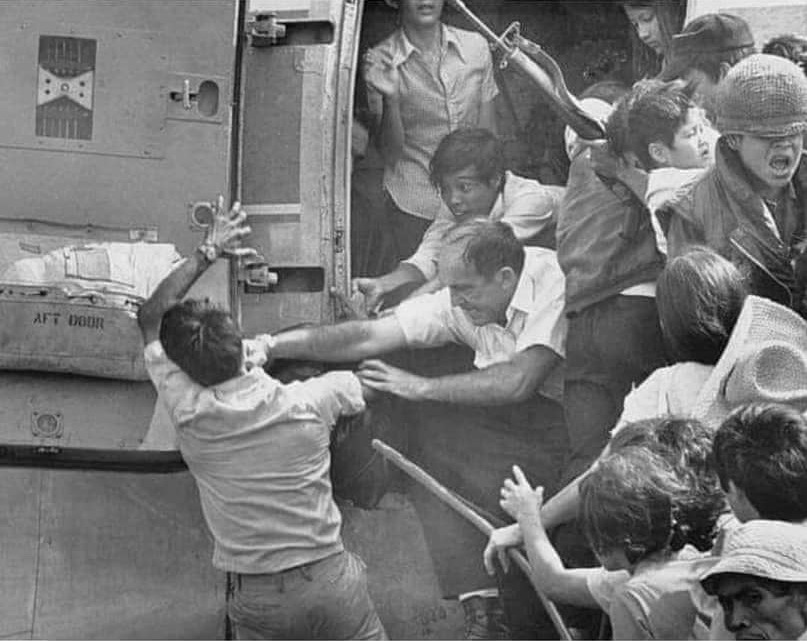
Một người đàn ông Mỹ đấm vào mặt một người khác để giành chỗ trên trực thăng di tản khỏi Nha Trang

Tuy nhiên đề nghị vay nợ này bị Quốc hội Mỹ từ chối. Do sức ép lớn từ các tướng dưới quyền như Trần Văn Đôn, Cao Văn Viên, thủ tướng Nguyễn Bá Cẩn, bộ trưởng kinh tế Nguyễn Văn Hảo, Nguyễn Văn Thiệu từ chức vào ngày 21 tháng 4 năm 1975. Khi từ chức, Nguyễn Văn Thiệu đã xuất hiện trên truyền hình phát biểu suốt 3 giờ đồng hồ để trách móc việc thoái thác trách nhiệm của chính phủ Mỹ. Ông Thiệu đổ lỗi thất bại là do người Mỹ bằng những lời lẽ nửa oán giận, nửa thách thức: 
"Mỹ đánh không lại Cộng sản nên bỏ mặc Việt Nam cộng hòa đánh một mình thì làm sao ăn nổi. Có giỏi thì Mỹ vô đây lần nữa…".
Ông Thiệu lên án thẳng Hoa Kỳ là "một đồng minh vô nhân đạo với những hành động vô nhân đạo." Cũng trong bài diễn văn từ chức, Nguyễn Văn Thiệu tuyên bố mạnh mẽ rằng dù từ chức, ông ta sẽ tiếp tục sát cánh chiến đấu với binh sỹ: "Dù mất một tổng thống Nguyễn Văn Thiệu, quân đội vẫn còn trung tướng Nguyễn Văn Thiệu, đồng bào còn một chiến sĩ Nguyễn Văn Thiệu. Tôi nguyện sẽ chiến đấu kề bên anh em chiến sĩ...". Nhưng những tuyên bố đó đã nhanh chóng bị Nguyễn Văn Thiệu vứt bỏ. Chỉ 4 ngày sau, Nguyễn Văn Thiệu đã bí mật lên máy bay thoát khỏi Sài Gòn vào đêm ngày 25/4/1975. Cuộc ra đi của Nguyễn Văn Thiệu diễn ra bí mật trong đêm tối, dưới sự sắp đặt của Thomas Polgar - chỉ huy trưởng CIA ở Sài Gòn
Tin tức về cuộc chạy trốn của Nguyễn Văn Thiệu sớm lộ ra vào hôm sau. Để tránh gây thêm hoảng loạn, tổng thống tạm quyền Trần Văn Hương ký quyết định cử Nguyễn Văn Thiệu là đặc sứ của Việt Nam Cộng hòa đến Đài Bắc để phúng điếu Tưởng Giới Thạch (dù thực ra Tưởng Giới Thạch đã chết từ trước đó 3 tuần).

### Chiến dịch Hồ Chí Minh
Để đảm bảo chắc thắng trong trận quyết chiến chiến lược cuối cùng, Quân Giải phóng miền Nam Việt Nam đưa thêm Quân đoàn 1 (Binh đoàn Quyết thắng), gồm các sư đoàn 312 và 320B cơ động bằng đường biển và đường không vào chiến trường. Sư đoàn 308 (còn gọi là Sư đoàn Quân Tiên phong) được để lại để bảo vệ miền Bắc.
Dù QLVNCH kháng cự mạnh khiến Quân Giải phóng chịu nhiều tổn thất, song không ngăn được đà tiến công và thế thắng như chẻ tre. Xung quanh Sài Gòn, quân Giải phóng miền nam đã tập trung tất cả những lực lượng mạnh nhất của mình, gần 270.000 quân chủ lực và lực lượng vũ trang hình thành tại chỗ, để chuẩn bị cho trận chiến mà họ tin chắc là sẽ đem đến toàn thắng cho cuộc đấu tranh kéo dài 30 năm của đất nước.
Tại khu vực xung quanh Sài Gòn, Quân Giải phóng đã có 13 đơn vị cấp sư đoàn và hàng chục đơn vị lữ đoàn, trung đoàn độc lập của các binh chủng bộ binh, pháo binh, thiết giáp, phòng không, đặc công, công binh... Tất cả lực lượng này có quy mô tương đương một tập đoàn quân với bốn quân đoàn và một đơn vị tương đương quân đoàn (binh đoàn 232 có hỏa lực yếu hơn các quân đoàn 1, 2, 3, 4), được bố trí thành 5 hướng tấn công chính vào Sài Gòn. Ngay từ ngày 14 tháng 4 năm 1975, Bộ Chính trị Đảng Lao động Việt Nam đã chính thức đặt tên cho chiến dịch này là Chiến dịch Hồ Chí Minh. Chiến dịch Hồ Chí Minh diễn ra chỉ vẻn vẹn trong 4 ngày từ ngày 26 tháng 4 đến khi các đơn vị của Trung đoàn 66 (Sư đoàn 304) và lữ đoàn xe tăng 203 Quân Giải phóng chiếm được Dinh Độc Lập và Tổng thống Việt Nam Cộng hòa Dương Văn Minh tuyên bố đầu hàng không điều kiện ngày 30 tháng 4 năm 1975.

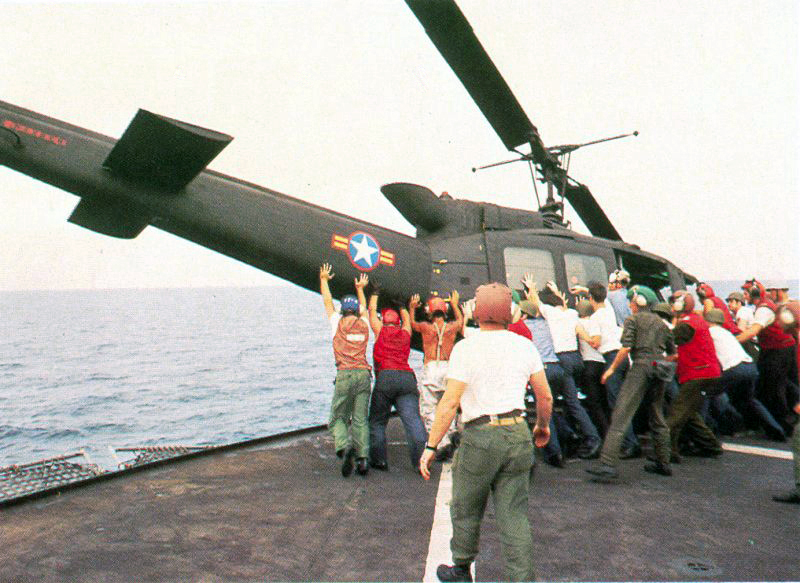
Trực thăng UH-1 của Việt Nam Cộng Hòa bị ném xuống biển sau khi di tản ra tàu sân bay Mỹ

17 giờ ngày 26 tháng 4, pháo binh tầm xa của Quân Giải phóng bố trí tại Hiếu Liêm, Tân Phước Khánh, Tân Phước Trung, Mỹ Hạnh, Việt Cần, Nhơn Trạch đã bắn vào các mục tiêu: Căn cứ quân sự Đồng Dù, Căn cứ quân sự Bến Lức, Căn cứ quân sự Long Thành, trận địa pháo binh QLVNCH ở Thành Tuy Hạ, Sân bay Tân Sơn Nhất, Bộ Tổng tham mưu QLVNCH... trong hơn một giờ. Bộ binh Quân Giải phóng miền Nam Việt Nam có xe tăng-thiết giáp yểm hộ đồng loạt tiến quân trên hướng Đông và Đông Bắc Sài Gòn. Đến ngày 27 tháng 4 tất cả các lực lượng ở các hướng còn lại cũng phát động tiến công.
Trên hướng Đông, hồi 16 giờ cùng ngày, căn cứ Nước Trong và chi khu quân sự Long Thành nằm trên đường số 15 thất thủ sau một ngày chống cự. Đến trưa ngày 28 tháng 4, số quân còn lại của Sư đoàn 18 QLVNCH mặc dù có trong tay 26 khẩu pháo và một tiểu đoàn xe tăng mới được tăng phái nhưng dưới sức ép tấn công như gió lốc của Quân Giải phóng miền Nam Việt Nam đã phải bỏ chi khu quân sự Trảng Bom, rút về Hố Nai. Bộ Tổng tham mưu QLVNCH định lập tuyến trì hoãn chiến Long Bình - Long Thành nhưng không thể thực hiện được vì đã mất Long Thành từ chiều hôm trước. Bộ tư lệnh Quân đoàn III - QLVNCH phải di tản khẩn cấp về Gò Vấp. Sân bay Biên Hòa cũng bị bỏ ngỏ từ chiều 28 tháng 4, một số máy bay của sân bay này được đưa về Tân Sơn Nhất, số bị bỏ lại lên đến hàng trăm chiếc. Cũng trong ngày 28 tháng 4, sư đoàn 325 và các đơn vị địa phương Quân khu 7 của Quân Giải phóng chiếm lĩnh toàn bộ tỉnh Phước Tuy và thành phố Vũng Tàu.
Đến cuối ngày 28 tháng 4, Quân đoàn 2 đã bao vây Long Tân, áp sát xa lộ Sài Gòn - Biên Hòa ở hướng Đông. Trên hướng Bắc, Quân đoàn 4 đã chiếm Trảng Bom, tấn công Biên Hoà. Các chi đội đặc công phái đi trước của cánh quân này đã chiếm cầu Xa Lộ bắc qua Sông Sài Gòn. Ở hướng Tây Nam, Đoàn 232 cắt đứt quốc lộ số 4, mở thêm bàn đạp tấn công nội đô Sài Gòn. Hướng Tây Bắc, Quân đoàn 3 cắt đứt đường số 1B đi Phnompeng và đường số 22 đi Tây Ninh. Hướng Bắc, Quân đoàn 1 dã có mặt tại cửa ngõ Thủ Dầu Một.
Chiều ngày 28 tháng 4, ngay khi nhậm chức và tiếp tục kêu gọi đàm phán, Tổng thống Việt Nam Cộng hòa Dương Văn Minh yêu cầu người Mỹ di tản. Sài Gòn trở thành một vùng lãnh thổ cô độc của VNCH, nằm cách đối phương không quá 30 km và thực sự đang ở trong tình thế chờ đợi đối phương "bấm nút". Và như để khẳng định điều đó, 5 giờ 15 phút chiều 28 tháng 4, 5 chiếc máy bay cường kích A-37 của Không lực Việt Nam Cộng hòa do những phi công của Không quân Nhân dân Việt Nam cùng một phi công Sài Gòn đầu hàng điều khiển đã ném bom sân bay Tân Sơn Nhất, phá hủy một số máy bay tại đây. Người Mỹ hiểu rằng, họ không thể di tản bằng máy bay có cánh cố định được nữa. Ngày 29 tháng 4, cùng với việc lên Đài truyền hình quốc gia trực tiếp tuyên bố Chiến tranh Việt Nam đã kết thúc với người Mỹ, Tổng thống Hoa Kỳ Gerald Ford phát động chiến dịch "Gió lốc", di tản khẩn cấp người Mỹ khỏi Sài Gòn bằng trực thăng trong vòng 24 giờ.

Các xe tăng số 390 (trái) và số 843 (phải) của Quân Giải phóng miền Nam Việt Nam tiến vào Dinh Độc Lập trưa ngày 30 tháng 4 năm 1975

Để không gây các rắc rối với Hoa Kỳ, tránh động chạm đến tự ái dân tộc của họ, Quân Giải phóng dừng lại bên ngoài thành phố một ngày để cho người Mỹ di tản hết. Trong các ngày 28, 29 tháng 4, từ các tàu sân bay ngoài biển, lính thủy đánh bộ Mỹ dùng trực thăng di tản người nước ngoài và một số người Việt đã từng cộng tác sâu sắc với họ. Cuộc di tản đã diễn ra trong lộn xộn, có rất nhiều người muốn ra đi nhưng không thể đáp ứng hết được. Tại các điểm đỗ của trực thăng, người ta chen chúc nhau đến mức hỗn loạn để kiếm được một chỗ trên máy bay. Tại các điểm di tản này, lính thủy đánh bộ Hoa Kỳ dùng báng súng để cản những người Việt Nam tuyệt vọng gây tắc nghẽn đường thoát và lính Việt Nam Cộng hòa nổ súng vào đám người Mỹ ra đi, tạo nên một hình ảnh bi đát có ý nghĩa như một cột mốc đánh dấu chấm hết cho sự dính líu kéo dài 21 năm của Hoa Kỳ vào Việt Nam. Lúc 4 giờ 45 phút sáng 30 tháng 4, Đại sứ Graham Martin và đoàn tùy tùng lên máy bay trực thăng rời Sài Gòn với bức điện: "Lady 09 đã lên không trung với Cottu".
8 giờ sáng ngày 30 tháng 4, Quân Giải phóng tiến nhanh vào Sài Gòn và hầu như không gặp phải sức kháng cự lớn và có tổ chức nào. Tổng thống Dương Văn Minh hạ lệnh đơn phương ngừng chiến, sẵn sàng đón quân Giải phóng vào Sài Gòn để bàn giao chính quyền nhưng vị đại diện Quân Giải phóng miền Nam Việt Nam có mặt tại Dinh Độc Lập lúc 11 giờ 30 phút, đại uý Phạm Xuân Thệ đã tuyên bố rằng: "Các ông chẳng còn gì để bàn giao, các ông phải đầu hàng vô điều kiện". 11 giờ 45 phút 30 tháng 4 1975 các sĩ quan Quân đội giải phóng đưa Tổng thống Dương Văn Minh ra đài phát thanh tuyên bố đầu hàng vô điều kiện. Cuộc chiến tranh Việt Nam kéo dài 21 năm đã chấm dứt. Giống như Chiến dịch Điện Biên Phủ trước đó 21 năm, Chiến dịch Mùa Xuân 1975 cũng kết thúc thắng lợi sau 55 ngày đêm..

### Kết quả
Chiến dịch mùa Xuân năm 1975 là chiến dịch quân sự lớn nhất của Quân Giải phóng trong toàn bộ cuộc Chiến tranh Việt Nam đã kết thúc với thắng lợi quyết định. Trong Chiến dịch, Quân Giải phóng miền Nam Việt Nam đã tiêu diệt và làm tan rã toàn bộ lực lượng chính quy, địa phương, cảnh sát của chế độ Việt Nam Cộng hòa Toàn bộ lực lượng cố vấn quân sự còn lại của Mỹ ở Việt Nam cũng phải lên máy bay rút chạy. Kết quả của chiến dịch này là sự thống nhất, độc lập, chủ quyền toàn vẹn lãnh thổ trên đất liền, vùng trời, vùng biển của Việt Nam sau hơn 100 năm bị nước ngoài xâm lược, chiếm đóng và chia cắt.
Quân Giải phóng miền Nam Việt Nam tổ chức thu giữ một số lượng vũ khí lên tới 5 tỷ USD (thời giá 1975), bao gồm: 550 xe tăng, vài trăm xe thiết giáp, 1.300 pháo (trong đó có 80 khẩu pháo 175mm, 250 khẩu 155mm, gần 1.000 khẩu pháo 105mm), 42.000 xe tải, 12.000 súng cối, gần 2 triệu vũ khí bộ binh (trong đó có 47.000 súng phóng lựu M79, 63.000 súng chống tăng M72 LAW, 791.000 súng trường M16), 48.000 bộ radio, 130.000 tấn đạn dược, 940 tàu thuyền các loại, 877 máy bay và trực thăng (bao gồm 51 chiếc F-5A, chiếc 22 F-5E, chiếc 113 A-37, 36 chiếc A-1, 36 chiếc AC-47, 159 chiếc O-1 và O-2, 40 chiếc C-119, 36 AC-47, 430 UH-1 và 36 CH-47).

## Nhận định

### Quân Giải phóng miền Nam Việt Nam/Quân đội Nhân dân Việt Nam
- Trong thời đại ngày nay, khi các lực lượng cách mạng thế giới ở thế tiến công, một dân tộc nước không rộng, người không đông, song đoàn kết chặt chẽ và đấu tranh kiên quyết dưới sự lãnh đạo của một đảng Mác-Lê-nin, có đường lối và phương pháp cách mạng đúng đắn, giương cao hai ngọn cờ độc lập dân tộc và chủ nghĩa xã hội, được sự đồng tình ủng hộ và giúp đỡ của các nước xã hội chủ nghĩa, các lực lượng cách mạng và nhân dân tiến bộ trên thế giới, thì hoàn toàn có thể đánh thắng mọi thế lực đế quốc xâm lược, dù đó là tên đế quốc đầu sỏ" (nghị quyết Đại hội lần thứ IV của Đảng cộng sản Việt Nam).
- "Toàn thắng của chiến dịch Hồ Chí Minh năm 1975 đã đưa Việt Nam tới đỉnh cao của giải phóng dân tộc và uy tín của quốc tế. Thắng lợi của Việt Nam trong kháng chiến chống Mỹ không chỉ là một tác nhân đưa đến những thay đổi rất quan trọng trong chiến lược của các nước lớn mà còn làm chuyển đổi cục diện chính trị khu vực Đông Nam Á." (Trần Quang Cơ)[99]
- "Thắng lợi hoàn toàn và trọn vẹn của cuộc Tổng tiến công và nổi dậy Mùa Xuân năm 1975 là một thắng lợi vĩ đại nhất, hiển hách nhất trong lịch sử hàng nghìn năm dựng nước và giữ nước của dân tộc ta, mở ra một kỷ nguyên mới đầy hứa hẹn cho Tổ quốc ta." (Văn Tiến Dũng)[100]
- "Mùa Xuân năm 1975, quân và dân cả nước ta đã hái bó hoa Toàn Thắng tươi ngát sắc hương nở trong ánh hào quang chân lý "Không có gì quý hơn độc lập, tự do"...Từ chân trời, đã ánh lên vừng dương sáng hồng như chân lý cách mạng và Mùa Xuân Đại thắng mà dân tộc ta đã sống." (Văn Tiến Dũng)[100]
- "Quân đội Nhân dân Việt Nam ở cả miền Bắc và miền Nam, như Chủ tịch Hồ Chí Minh nói là một quân đội anh hùng của một dân tộc anh hùng, có tinh thần quyết chiến rất cao, thông minh và sáng tạo. Còn vị tướng dù có công lao lớn đến đâu cũng chỉ là giọt nước trong biển cả. Chỉ có nhân dân Việt Nam là người đánh thắng Mỹ" (Võ Nguyên Giáp)[101].
- "Giữa chúng ta không có kẻ thua người thắng, mà chỉ có dân tộc Việt Nam chúng ta chiến thắng đế quốc Mỹ" (Thượng tướng Trần Văn Trà, Tư lệnh quân quản Sài Gòn, nói với Tổng thống Việt Nam Cộng hòa Dương Văn Minh)[102]

### Quan chức Hoa Kỳ
- "Đó là một cuộc chiến tranh (chiến tranh Việt Nam) lâu dài và khó khăn mà chúng ta đã thua. Thất bại độc nhất của lịch sử Hoa Kỳ chắc sẽ không báo trước sức mạnh bá chủ toàn cầu của nước Mỹ đã chấm dứt. Nhưng... Ai không học được gì ở lịch sử, bắt buộc sẽ phải lặp lại sai lầm trong lịch sử" (Tom Polgar, nhân viên cao cấp tòa Đại sứ Mỹ ở Việt Nam).
- "Hà Nội chỉ chiến đấu với một lẽ duy nhất, đó là lòng yêu nước của họ. Và một nước Việt Nam thống nhất dưới sự lãnh đạo của những người cộng sản Việt Nam, chiến thắng vào năm 1975, chính là mối đe dọa chiến lược to lớn đối với Trung Quốc còn hơn đối với Mỹ." - Henry Kissinger
- Khi Việt Nam Cộng hoà sắp sụp đổ, ngày 9/4/1975, Henry Kissinger đã nguyền rủa: "Sao chúng (Việt Nam Cộng hoà) không chết phứt cho rồi? Điều tệ hại nhất có thể xảy ra là chúng cứ sống dai dẳng hoài"[103]

### Sử gia Hoa Kỳ
- "Không còn nghi ngờ gì nữa đối với các ý đồ của Bắc Việt Nam. Họ sẽ tấn công Nam Việt Nam khi nào có thời cơ thuận lợi; nhưng lần này sẽ là 1 cuộc tấn công quân sự với khí thế áp đảo!" (William Colby)[104]
- "Chiến tranh Việt Nam, theo phân tích cuối cùng, là một trận đấu giữa Mỹ và người được họ bảo vệ và trợ cấp dồi dào với phong trào cách mạng mà gốc rễ giai cấp và cơ sở tư tưởng đưa lại cho họ một sức bật và một sức mạnh to lớn. Cách mà những cá nhân xử sự trong chiến tranh cũng như trong hòa bình, phản ánh những tiêu chuẩn xã hội và tính chất của hai chế độ đang đối địch nhau. Nguồn sức mạnh quan trọng nhất của Đảng Cộng sản trên ba mươi lăm năm qua là quan niệm của họ về một đạo đức cách mạng xã hội chủ nghĩa và sự nhấn mạnh của họ đối với ý nghĩa hàng đầu của mọi hành động và giá trị đưa đến một xã hội xã hội chủ nghĩa. Khả năng của Đảng phát triển một tổ chức mà cuộc sống của những thành viên phù hợp với những nguyên tắc nói trên, đã làm cho họ đạt được mục tiêu của họ". Gabriel Kolko[105]
- "Sau những năm dài tìm cách khuất phục những dân tộc nghèo khổ bằng sự tàn bạo của sức mạnh kỹ thuật của mình, nước Mỹ, một nước giàu mạnh nhất trên quả đất này, cuối cùng có thể bị những người cộng sản Việt Nam đuổi ra khỏi bán đảo Đông Dương. Nếu đúng như vậy, thì thắng lợi của người Việt Nam sẽ là một thí dụ vô song về sự toàn thắng của trí tuệ con người đối với máy móc" (Neil Sheehan).[106]

- "Chính quyền Việt Nam Cộng hoà sụp đổ chỉ sau 55 ngày kể từ khi quân giải phóng bắt đầu tấn công. Điều này cũng chứng minh cho căn bệnh mà chính quyền này đã bị nhiễm phải ngay từ khi thành lập: sự manh mún về chính trị; tình trạng thiếu các nhà lãnh đạo có tầm nhìn xa trông rộng và có năng lực; một tầng lớp trên mệt mỏi và tham nhũng không có khả năng điều chỉnh cho thích nghi đã tạo nên một cơ sở quốc gia yếu kém đến mức nguy hiểm... Trước những thực tế khắc nghiệt này, nỗ lực nhằm tạo nên một thành trì chống chủ nghĩa cộng sản ở ngay phía nam vĩ tuyến 17 đã có mầm mống thất bại ngay từ đầu." George C. Herring.[107]

### Khác
- "Ngày 30 tháng 4, không có chuyện miền Bắc chiến thắng hay miền Nam chiến bại, mà chỉ có Đế quốc Mỹ thất bại trước nhân dân Việt Nam mà thôi." (Bùi Tín)[108]
- Tác giả Ian Moris nhắc đến sự kiện này như một minh chứng rằng trong một số trường hợp Người phương Tây không vượt trội hơn so với người Phương Đông. Ông viết: "Người phương Tây không hoàn toàn nắm quyền quản trị thế giới từ những năm 1840, và thường thất bại trong việc thực hiện đường lối chính sách của họ. Nhiều người trong số chúng ta đã sống đủ lâu để nhớ lại cuộc tháo chạy nhục nhã khỏi Sài Gòn (nay là thành phố Hồ Chí Minh) của người Mỹ vào năm 1975 và phương cách các nhà máy Nhật Bản đã đuổi cổ các đối thủ phương Tây khỏi thị trường vào những năm 1980" (Ian Moris, Tại sao phương Tây vượt trội, Nhà xuất bản Thế giới, năm 2020, trang 18)

### Tiếng Việt
- Bách khoa tri thức quốc phòng toàn dân. Nhà xuất bản Chính trị quốc gia. Hà Nội.
- Đại thắng Mùa Xuân 1975 qua những trang Hồi ký Nhà xuất bản QĐND 2005 - Phần "Hồi ký của Võ Nguyên Giáp".
- Lịch sử Quân đoàn 4 - Binh đoàn Cửu Long 1974-2004. Nhà xuất bản Quân đội nhân dân, Hà Nội, 2005.
- Quân đoàn một trong chiến dịch Hồ Chí Minh mùa xuân 1975, Nhà xuất bản Quân đội nhân dân, Hà Nội, 2001.
- Bộ Chính trị - Ban chỉ đạo tổng kết chiến tranh. Tổng kết cuộc kháng chiến chống Mỹ cứu nước. Nhà xuất bản Chính trị quốc gia. Hà Nội. 1999
- Bộ Quốc phòng. Một số văn kiện chỉ đạo Tổng tiến công và nổi dậy mùa xuân 1975. Nhà xuất bản Quân đội nhân dân. Hà Nội. 2005.
- Bộ Tư lệnh hải quân. Lịch sử Hải quân nhân dân Việt Nam (1955-2005). Nhà xuất bản Quân đội nhân dân. Hà Nội. 2005.
- Cục Tác chiến. Lịch sử Cục tác chiến (1945-2005). Nhà xuất bản Quân đội nhân dân. Hà Nội. 2005.
- Đảng Cộng sản Việt Nam. Văn kiện Đảng toàn tập-Tập 35. Nhà xuất bản Chính trị quốc gia. Hà Nội. 2004.
- Dương Hảo. Một chương bi thảm. Nhà xuất bản Quân đội nhân dân. Hà Nội. 1980.
- Đinh Văn Thiên - Đỗ Phương Linh. Những trận đánh trước cửa ngõ Sài Gòn. Nhà xuất bản Quân đội nhân dân. Hà Nội. 2005.
- Đình Kính. Lịch sử Đoàn Đặc công 126 (1966-2006). Nhà xuất bản Quân đội nhân dân. Hà Nội. 2006.
- Hoàng Minh Thảo. Chiến đấu ở Tây Nguyên. Nhà xuất bản Quân đội nhân dân. Hà Nội. 2004.
- Phạm Huấn. Mặt trận Ban Mê Thuột (tên khác: Điện Biên Phủ 1954-Ban Mê Thuột 1975). PO. Box 6921. San Jose. CA 95150. 1988.
- Lê Đại Anh Kiệt. Tướng lĩnh Sài Gòn tự thuật. Nhà xuất bản Công an nhân dân. Hà Nội. 2006
- Lê Trọng Tấn. Mấy vấn đề chỉ đạo và chỉ huy tác chiến. Nhà xuất bản Quân đội nhân dân. Hà Nội. 1979.
- Lưu Văn Lợi. Những điều cần biết về đất, biển, trời Việt Nam. Nhà xuất bản Thanh Niên. Hà Nội. 2007.
- Nguyễn Huy Toàn - Phạm Quang Định. Lịch sử sư đoàn 304. Tập 2. Nhà xuất bản Quân đội nhân dân. Hà Nội. 1990.
- Nguyễn Tiến Hưng. Từ tòa Bạch Ốc đến Dinh Độc Lập. (nguyên tác: Khi đồng minh tháo chạy). Nhà xuất bản Trẻ. TP Hồ Chí Minh. 1990
- Nguyễn Văn Biều (chủ biên). Bộ đội chủ lực mặt trận Tây Nguyên - Quân đoàn 3 (1965-2005). Nhà xuất bản Quân đội nhân dân. Hà Nội. 2006.
- Phạm Đức Hoàn (chủ biên). Lịch sử Quân đoàn 1 (1973-2003). Nhà xuất bản Quân đội nhân dân. Hà Nội. 2003.
- Phạm Gia Đức - Phạm Quang Định (chủ biên). Lịch sử Quân đoàn 2 (1974-2004). Nhà xuất bản Quân đội nhân dân. Hà Nội. 2005
- Phạm Ngọc Thạch - Hồ Khang và tập thể tác giả. Lịch sử kháng chiến chống Mỹ cứu nước (1954-1975). Tập VIII. Nhà xuất bản Chính trị quốc gia. Hà Nội. 2008.
- Trần Quang Cơ. Hồi ức và Suy nghĩ - Việt Nam trong thập niên 70 của thế kỷ 20.
- Văn Tiến Dũng. Đại thắng mùa xuân. Nhà xuất bản Quân đội nhân dân. Hà Nội. 1976.
- Alan Dawson. 55 ngày chế độ Sài Gòn sụp đổ. Dịch giả: Cao Minh. Nhà xuất bản Sự Thật. Hà Nội. 1990.
- Bộ Quốc phòng Hoa Kỳ. Tổng kết chiến tranh Việt Nam. Tập 2 (bản dịch đánh máy). Viện Lịch sử quân sự. Hà Nội. 1999
- Frank Snepp. Cuộc tháo chạy tán loạn. Dịch giả. Ngô Dư. Nhà xuất bản Thành phố Hồ Chí Minh. 2001.
- Gabriel Kolko. Giải phẫu một cuộc chiến tranh. Dịch giả: Nguyễn Tấn Cưu. Nhà xuất bản Quân đội nhân dân. Hà Nội. 2003
- George C. Herring. Cuộc chiến tranh dài nhất của nước Mỹ. Nhà xuất bản Chính trị quốc gia. Hà Nội. 1998.
- Paul Dreifrus. Sài Gòn sụp đổ. Dịch giả: Lê Kim. Nhà xuất bản Công an nhân dân. Hà Nội. 2004.
- William Colby. Một chiến thắng bị bỏ lỡ. dịch giả Nguyễn Huy Cầu. Nhà xuất bản CAND. 2007

### Tiếng Anh
- Cao Van Vien, The Final Collapse. Washington DC: U.S. Army Center of Military History, 1983

- William E. Le Gro, From Cease Fire to Capitulation. Washington DC: U.S. Army Center of Military History, 1981.